# Arita
Arita (有田町, Arita-chō) est un bourg du district de Nishimatsuura situé dans la préfecture de Saga, sur l'île de Kyūshū, au Japon. Arita est connu pour être le premier lieu au Japon où a été réussie la cuisson de la porcelaine.

## Géographie

### Situation
Arita est situé dans l'ouest de la préfecture de Saga.

### Démographie
Lors du recensement national de 2010, la population d'Arita était d’environ 20 949 habitants répartis sur une superficie de 65,80 km2. Au 1er novembre 2017, la population était de 20 385 habitants.

## Histoire
Le bourg moderne d'Arita a été créé en 1889.

## Culture locale et patrimoine

### Porcelaine d'Arita

#### Arita, Imari, Hizen: des lieux de production ou d'expédition
Arita doit sa célébrité à la porcelaine japonaise décorée, dans les premiers temps, en bleu sous couverte, (1620-1630), et plus tard (1640-1650) en remplaçant le simple décor bleu sous couverte par de riches émaux colorés sur couverte. On produisit cette porcelaine depuis le XVIIe siècle et les Hollandais la firent connaître à l’Europe. Vers 1655-1690, la palette s'enrichit encore avec les kutami verts et rouges. Mais on dit aussi « porcelaine d'Imari », par allusion au village voisin d’où on expédiait toutes les porcelaines.
Les lieux de production, d'abord situés à l'ouest (Karatsu), se seraient déplacés ensuite à l'est d'Arita. Ils se sont rapidement dispersés tout autour, dans l'ancienne province de Hizen qui est, jusqu'à la fin du XVIIIe siècle, le seul fournisseur de porcelaine au Japon. Toutes les porcelaines de Hizen étant regroupées dans le port d'Imari.
Un musée, le parc de porcelaine d'Arita, permet d'en apprécier toutes les variations, tous les types de décors et de pouvoir faire la comparaison, sur place, avec les productions occidentales. Arita abrite également la plus grande foire de céramique de l'ouest du Japon, la Foire de céramique d'Arita,. Cet événement a lieu du 29 avril au 5 mai pendant la Golden Week. Chaque année, des milliers de magasins et d'étals sont installés sur la rue principale, sur six kilomètres de long.

#### Premières porcelaines,shoki imari
Les shoki imari, premiers imari ou imari primitifs, présentent déjà des décors variés. la couverte peut être transparente, mais aussi brune, céladon ou lapis.

##### Goût Karatsu (vers 1620-1630)

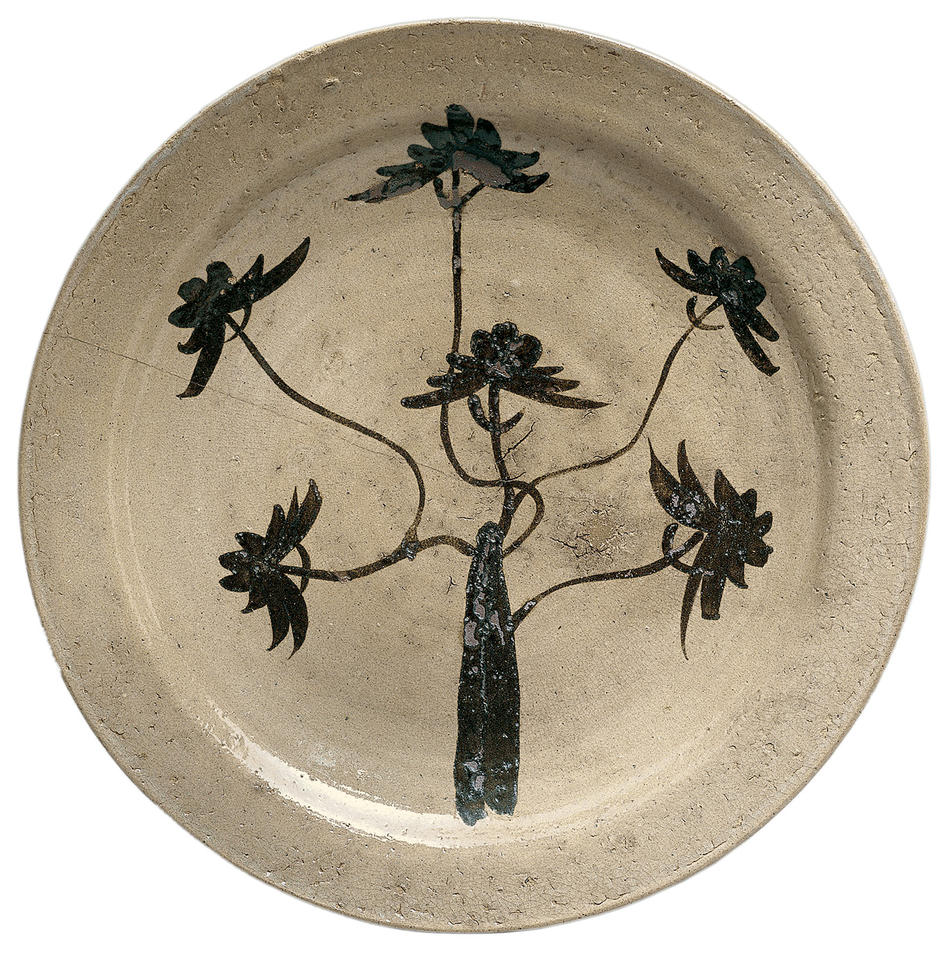
Plat à décor de pin, grès de Hizen, type Karazu. Début XVIIe siècle (Metropolitan Museum of Art).
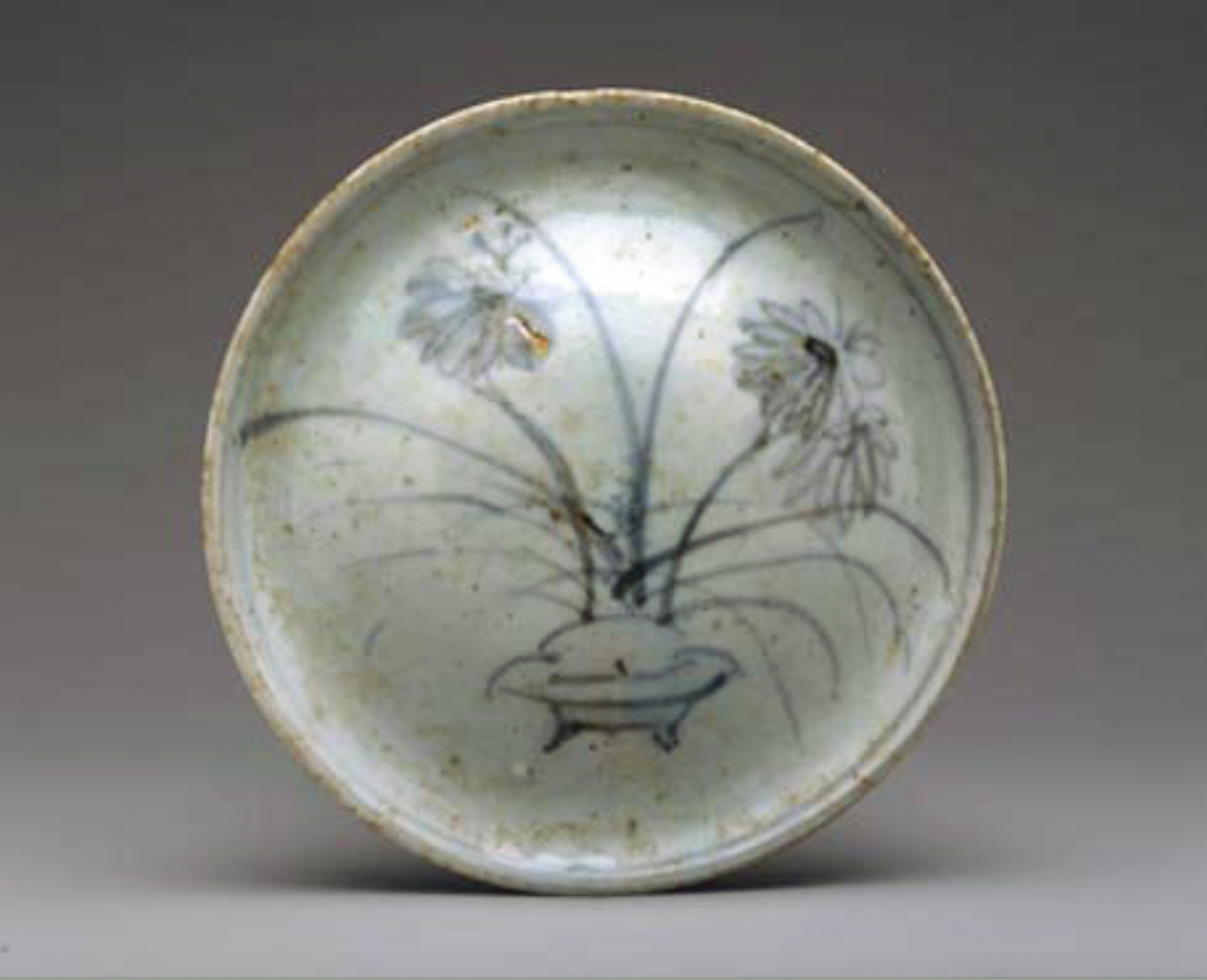
Porcelaine à décor bleu sous couverte, pPorcelaine de Hizen, type Imari précoce, vers 1620 (Metropolitan Museum of Art).
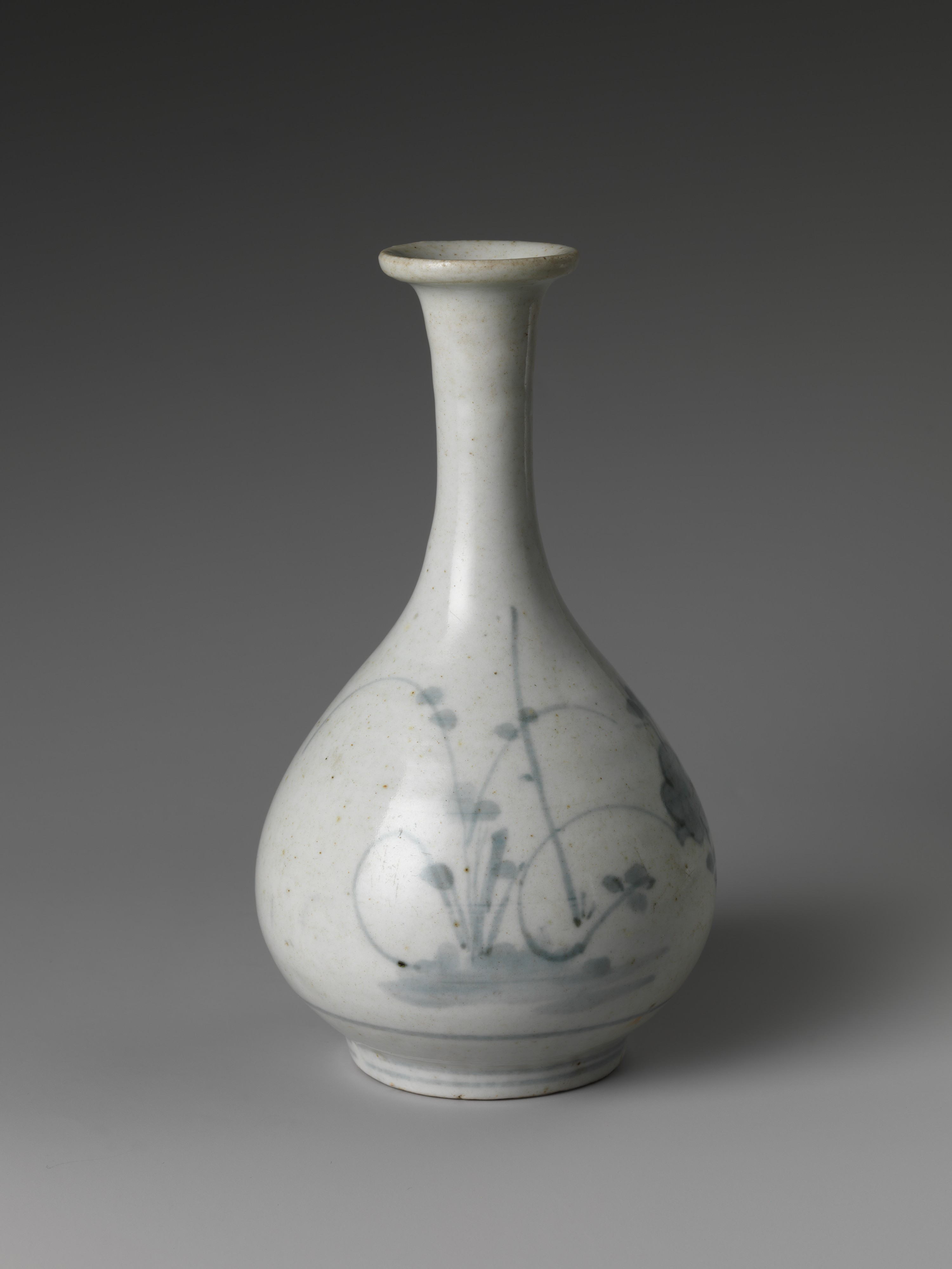
Bouteille à décor de fleurs, 1600-1650 (Metropolitan Museum of Art).

À la fin du XVIe siècle, les premiers décors peints en oxyde de fer sous couvertes sur des grès sont élaborés dans les fours de Mino et Karatsu. Il est probable que les échanges entre eux et la Corée donnèrent à Karatsu un four en escalier, grimpant (noborigama). Les décors sont similaires et d'un trait rapide qui plait aux amateurs de thé. À Mino, ces décors sont en association avec des éclaboussures vertes. La technologie est alors au point pour produire des porcelaines.
Ces premières porcelaines (vers 1620-1630) ne portent que quelques décors en bleu sous couverte. On les désigne comme de style Karatsu, pour les premiers sites de production dans un quartier occidental d'Arita. Le décor en bleu de cobalt sous couverte est exécuté rapidement, dans le style des grès de Karatsu.

##### Style sino-japonais (1637-1645)

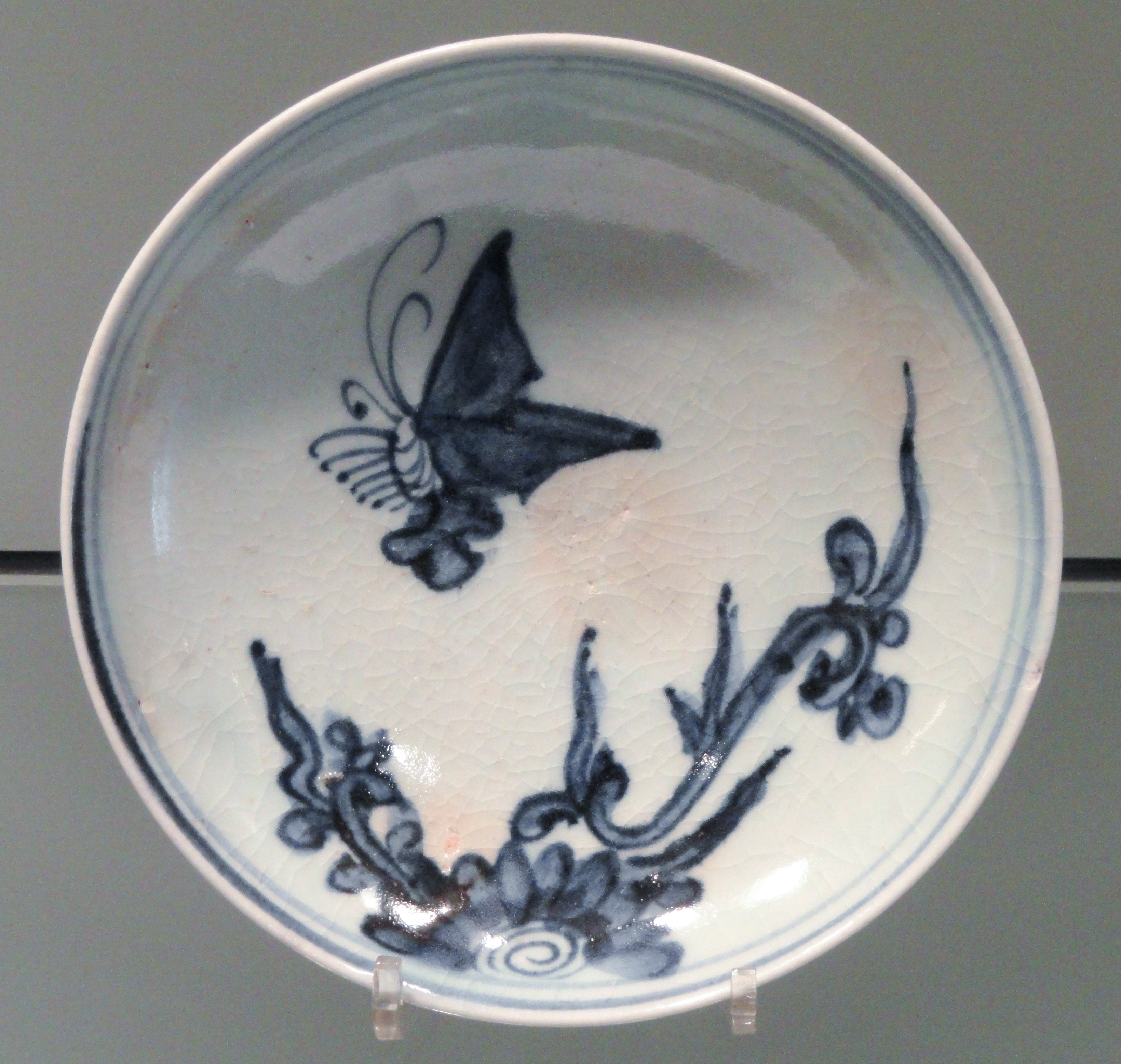
Plat, porcelaine à couverte épaisse et « trous de vers », bleu sous couverte. vers 1620-1640 (Musée Gardiner).
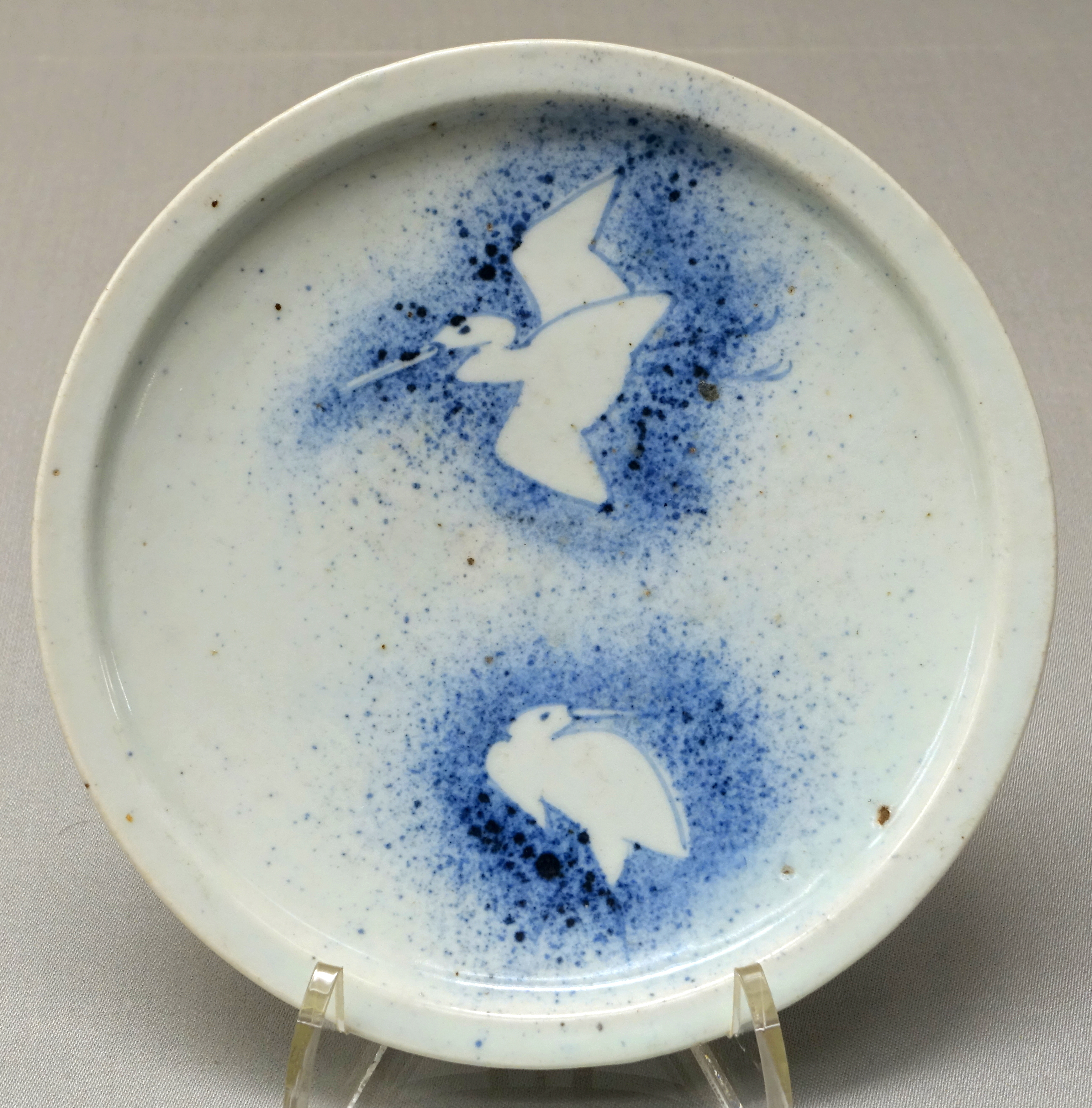
Plat aux hérons, années 1600, décor en bleu et bleu pulvérisé sous couverte (Musée national de Tokyo).

Les ko-sometsuke, en bleu sous couverte et en bleu pulvérisé, ont une couverte épaisse qui présente souvent des défauts (« trous de vers »). Ce sont soit des ustensiles pour la préparation du thé, soit des plats utilisés au cours du repas qui accompagne la cérémonie du thé.

#### Premiers émaux sur couverte

##### Stylekutaniancien à cinq couleurs

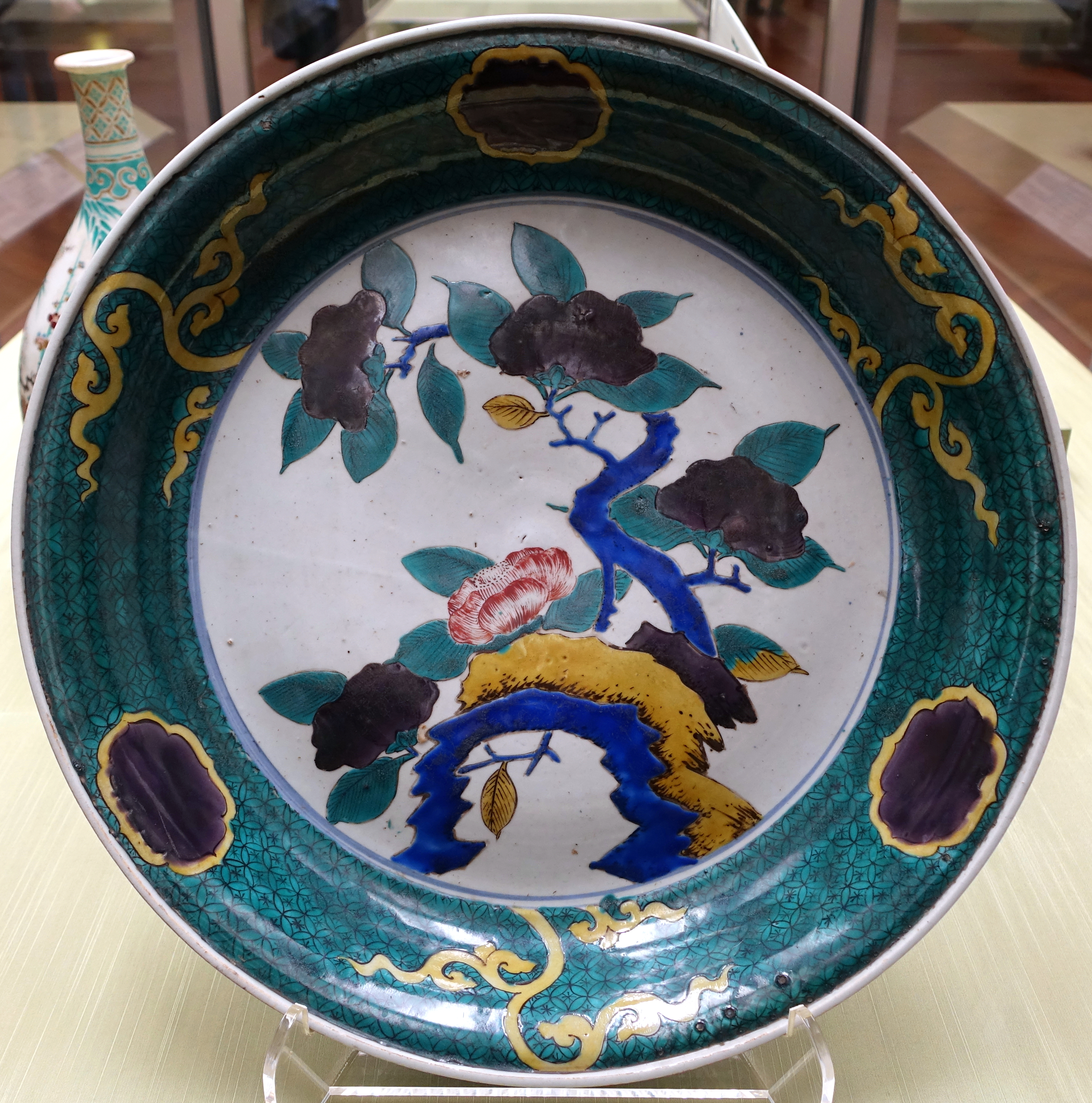
Décor en émaux sur couverte, Arita, style kutani ancien de cinq couleurs, vers 1650 (Musée de la préfecture d'Ishikawa, Kanazawa).
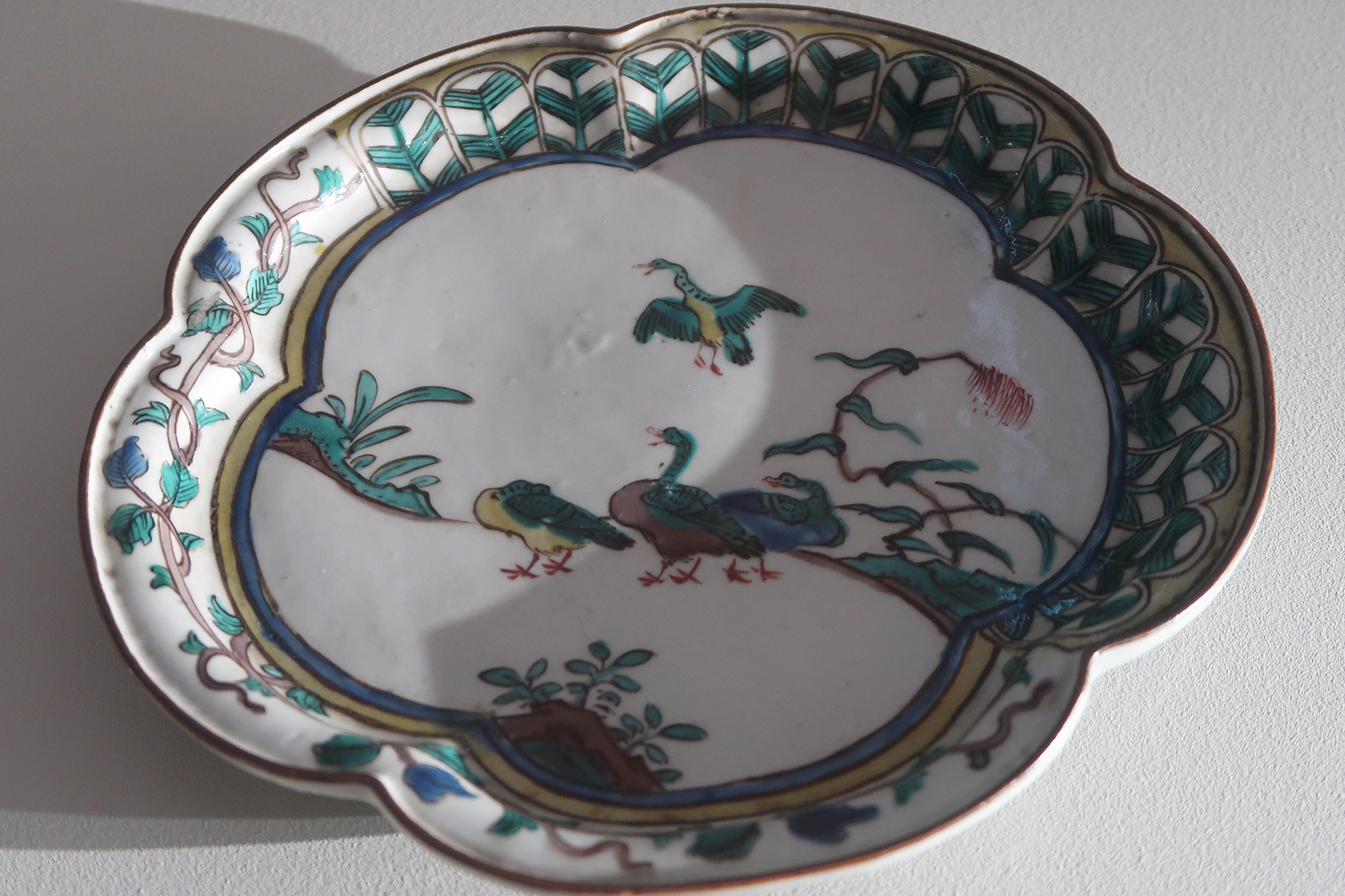
Assiette à décor de canards, Arita, 1650-1680, porcelaine Imari, style ko-kutani (musée Guimet).
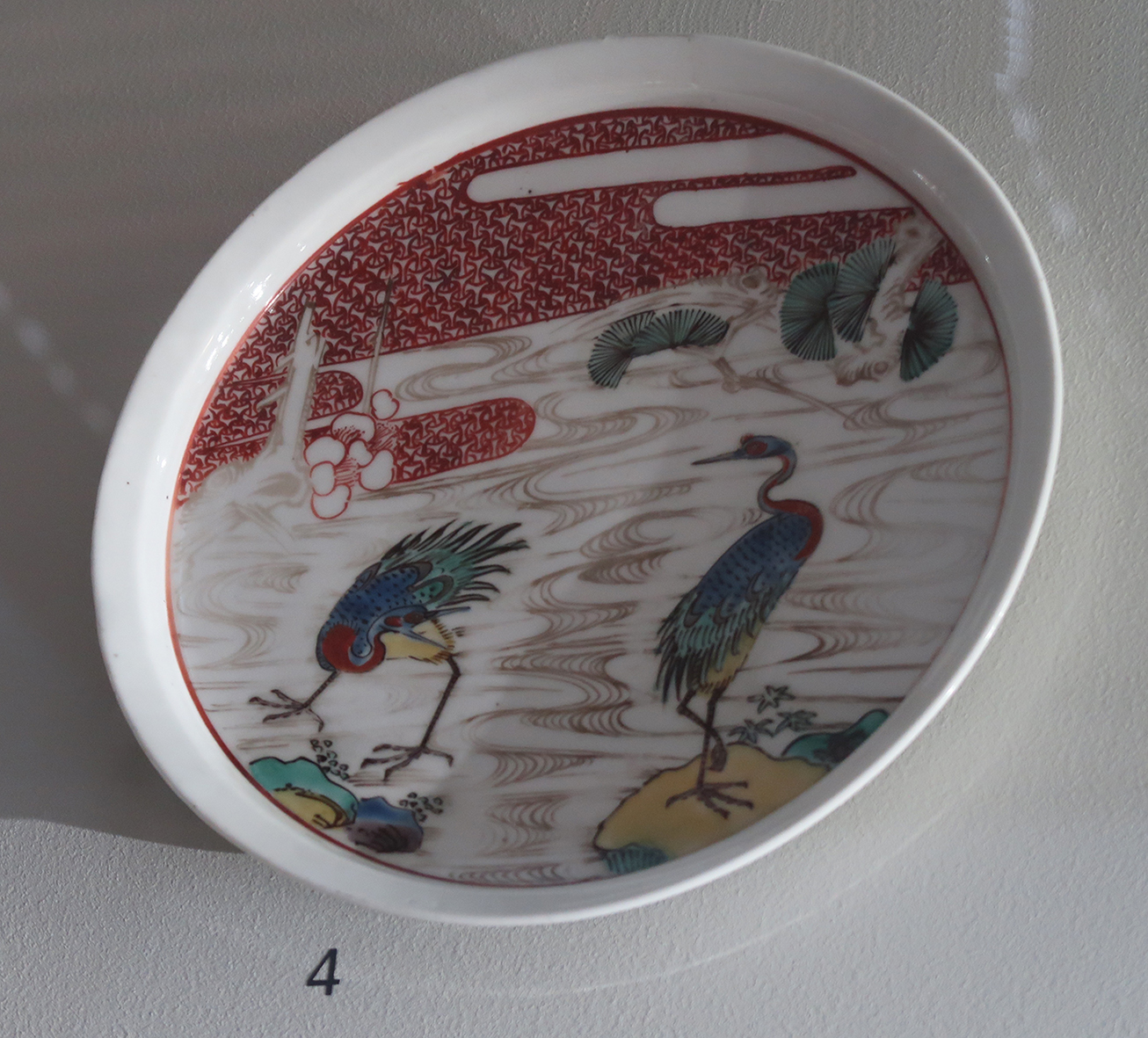
Assiette à décor de grues, Arita, four de Chikichidani, 1650-1680, Imari polychrome, style ko-kutani (musée Guimet).

Suscitée par l'introduction des porcelaines chinoises à cinq couleurs, wucai, les premières sont réalisées en Chine (à Jingdezhen) à la demande des maîtres de thé. Avec l'arrivée des Mandchous en 1644, la production chinoise est arrêtée. Les potiers japonais parviennent alors à percer le secret des émaux sur couverte. Le bleu est peint sous couverte et les émaux rouges, verts et jaunes sur la couverte. La présence du brun apparait d'abord sur les lèvres des récipients.

#### Maîtrise des techniques à Arita

##### Kutaniverts etkutanirouges (1655-1680)

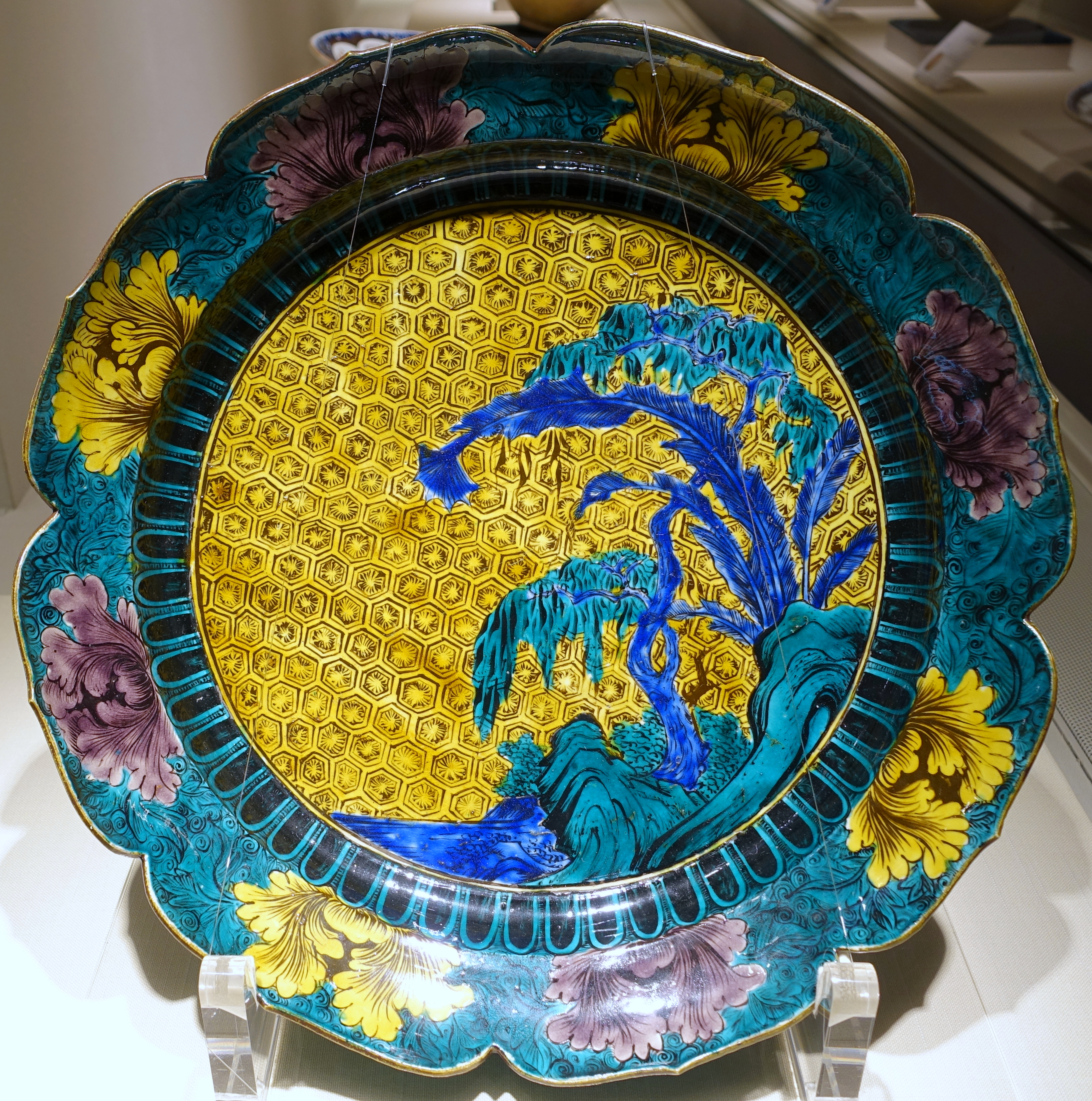
Assiette à bord festonné, décor de bananier et de saule, 1650-1660, style ko-kutani (Matsuoka Museum of Art).
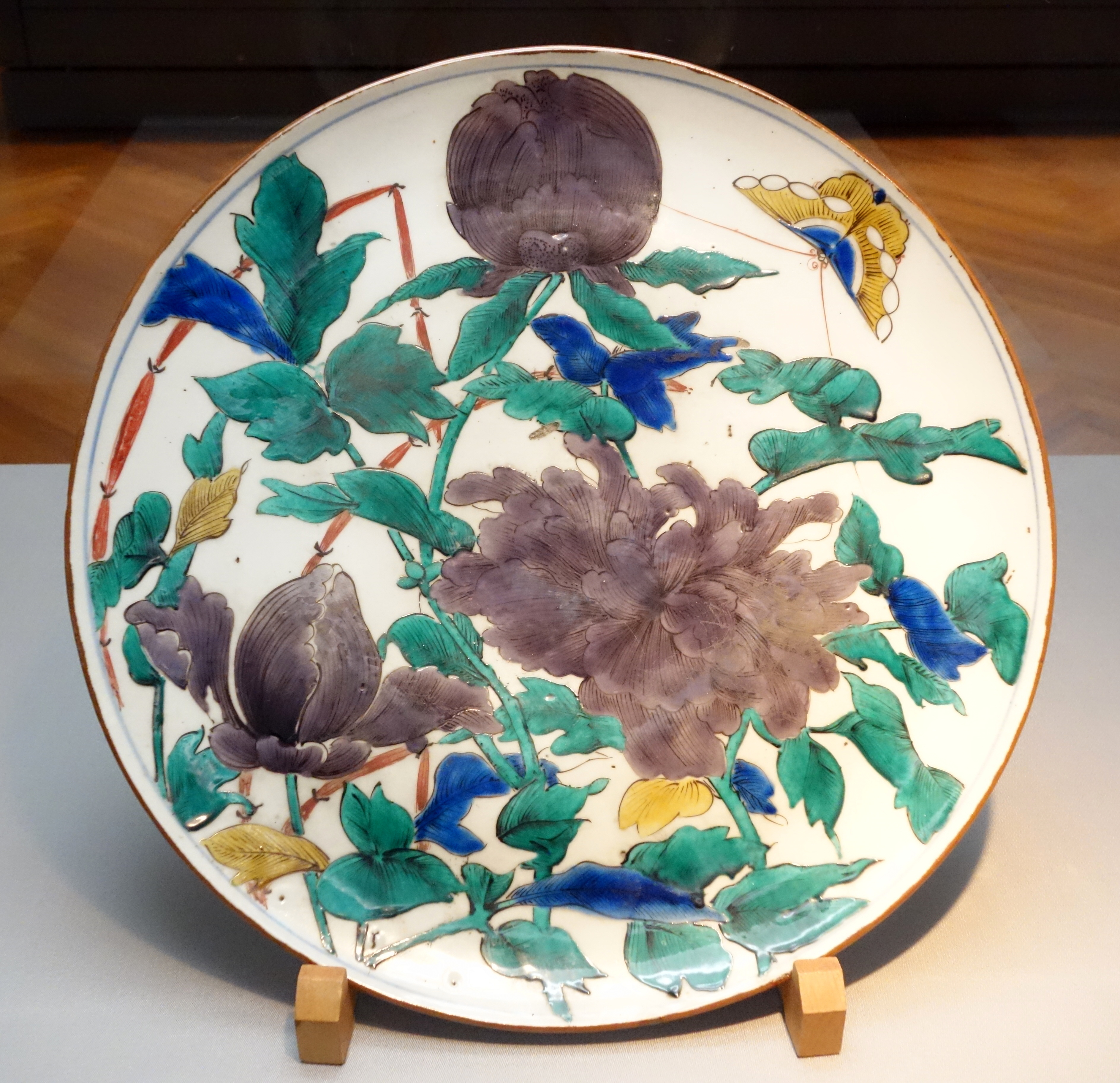
Grand plat à décor en émaux sur couverte, type kutani ancien vert, 1655-1670 ? (Musée national de Tokyo).
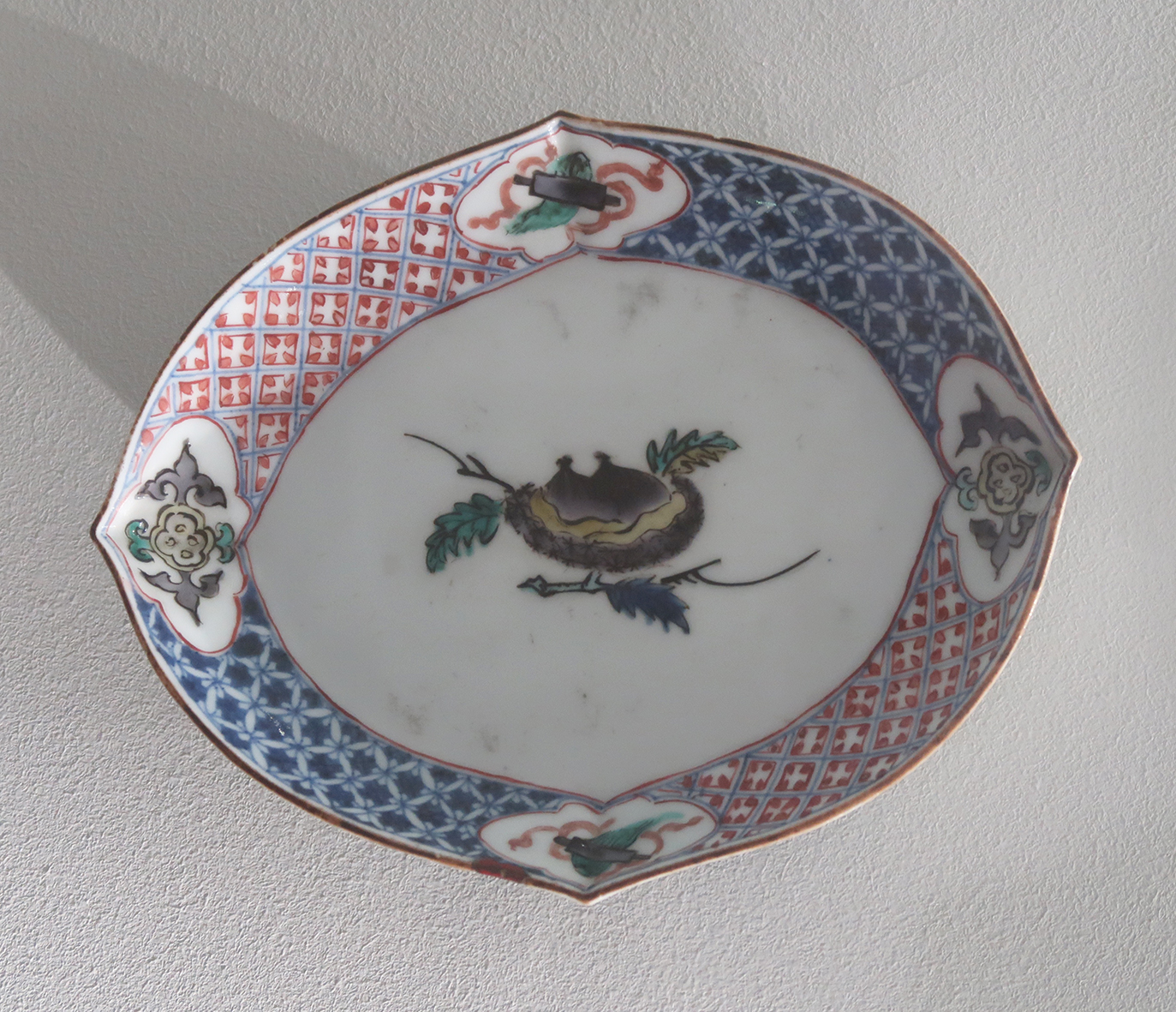
Assiette, Arita, 1650-1680, style ko-kutani rouge (musée Guimet).
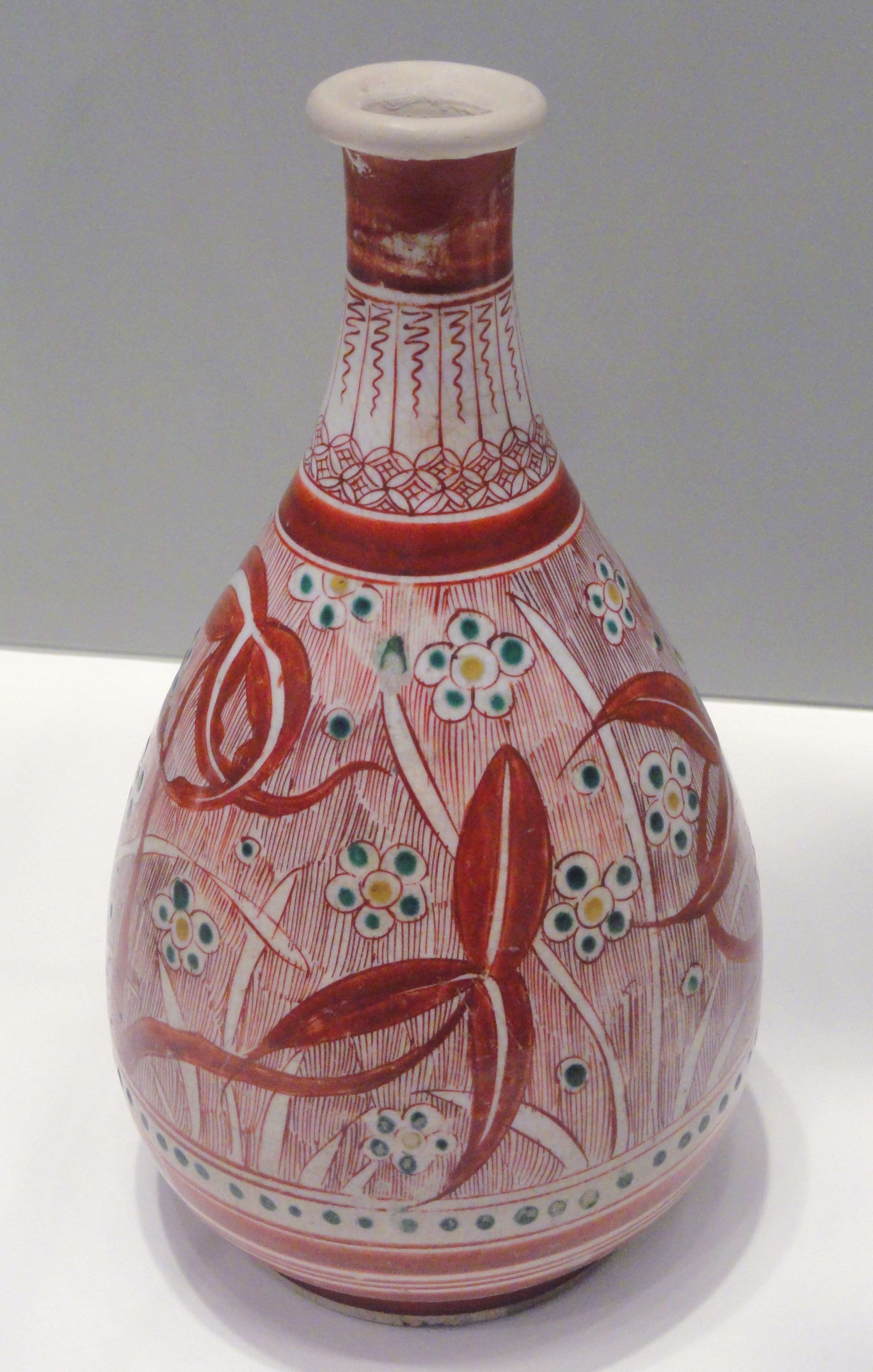
Bouteille vers 1650-1660, ko-imari rouge (musée Gardiner).

Au début, ces nouveaux procédés entièrement aux émaux sur couverte seraient apparus à Kutani, mais très vite repris à Arita. Ces porcelaines sont les premières à être exportées vers l'Occident. Le décor des kutani anciens verts couvre la totalité de la surface. Le décor où le rouge est employé pour des tracés géométriques est plus aéré et annonce le développement ultérieur de la palette imari ancien, ko-imari et de la palette kakiemon.

##### Décors en bleu sous couverte et céladon (vers 1650-1690)

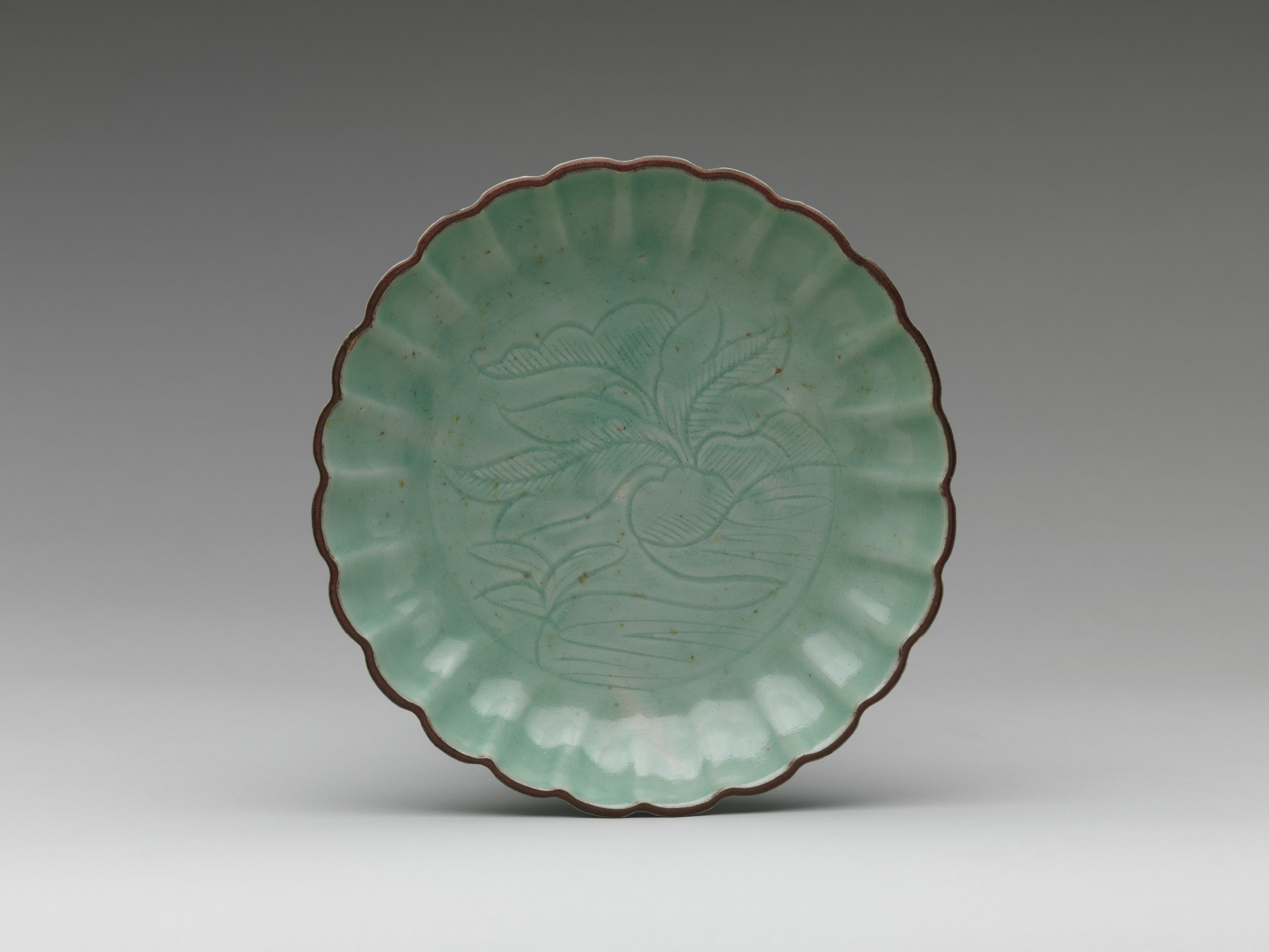
Assiette à bord festonné et à décor incisé sous couverte céladon, porcelaine de Hizen, type Imari, mi-XVIIe siècle (Metropolitan Museum of Art).
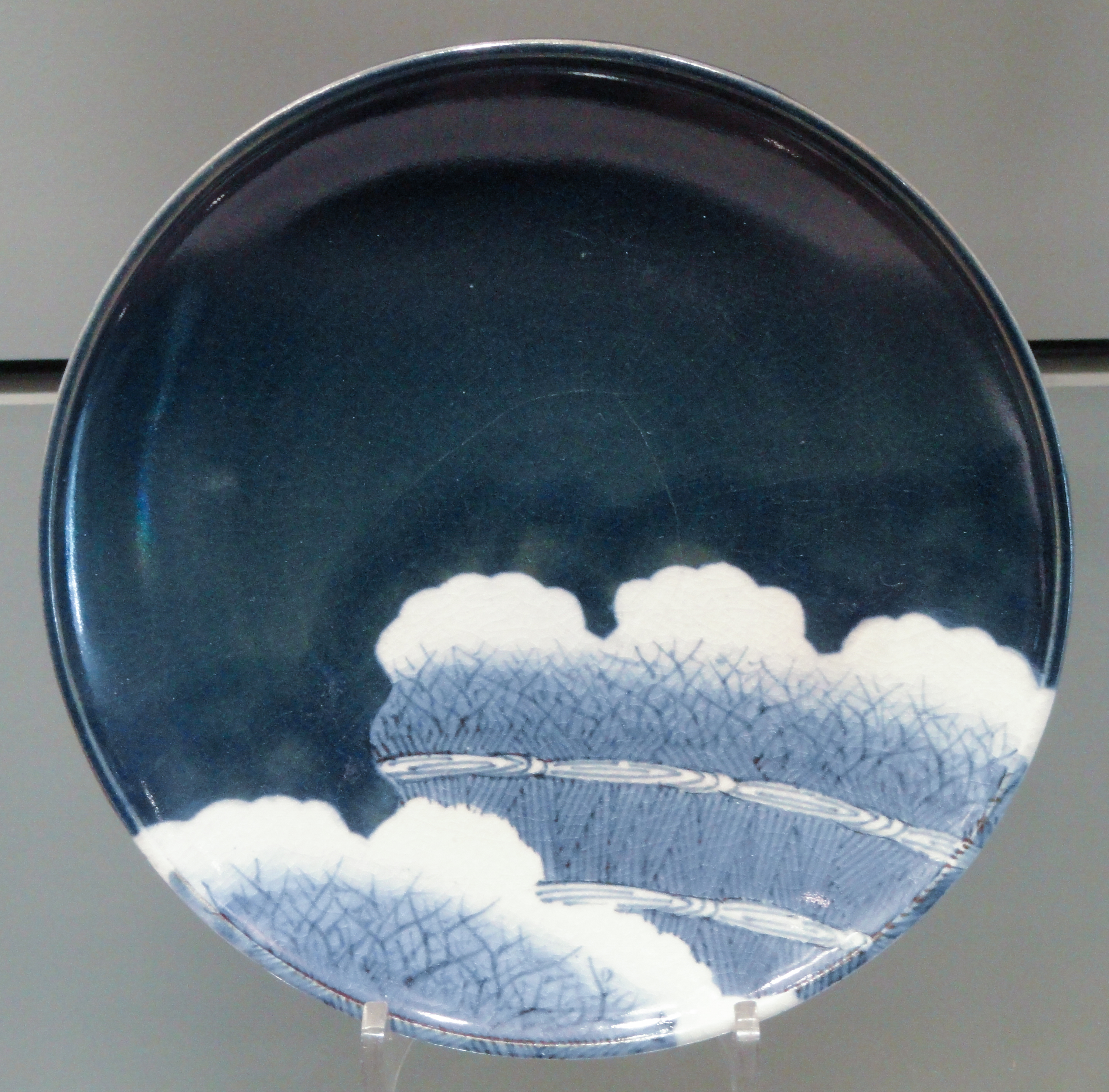
Plat à décor en bleu sous couverte, Hizen, 1660-1680 (musée Gardiner).
Plat, couverte brun de fer, décor en bleu, mi-XVIIe siècle (Cleveland Museum of Art).

Les monochromes céladon, brun de fer et lapis continuent. Le bleu soufflé disparait, une autre joue sur de subtils effets de réserve. Réalisés dans de petits plats pour la cérémonie du thé, ils reprennent des motifs des traités de peinture chinoise ou ceux de l'école Kanō qui trouve son inspiration en Chine. Les céladons imitent avec précision ceux fabriqués dans les fours de Longquan. Ils disparaissent au XVIIIe siècle.

##### Style Nabeshima (vers 1660-1720)

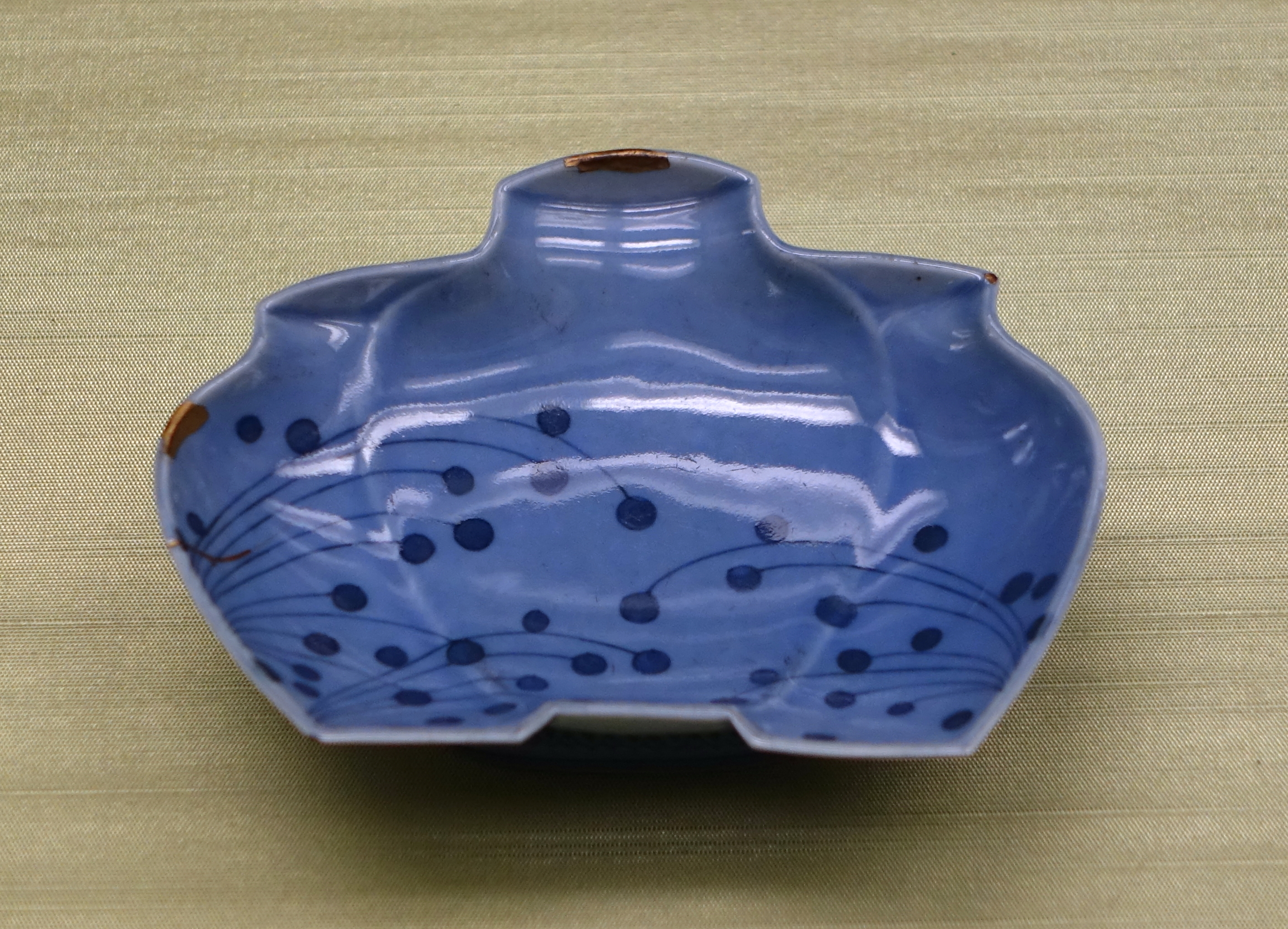
Petit plat en forme de trois pots aux gouttes de rosée, décor au cobalt, XVIIe (Kanazawa)[14].
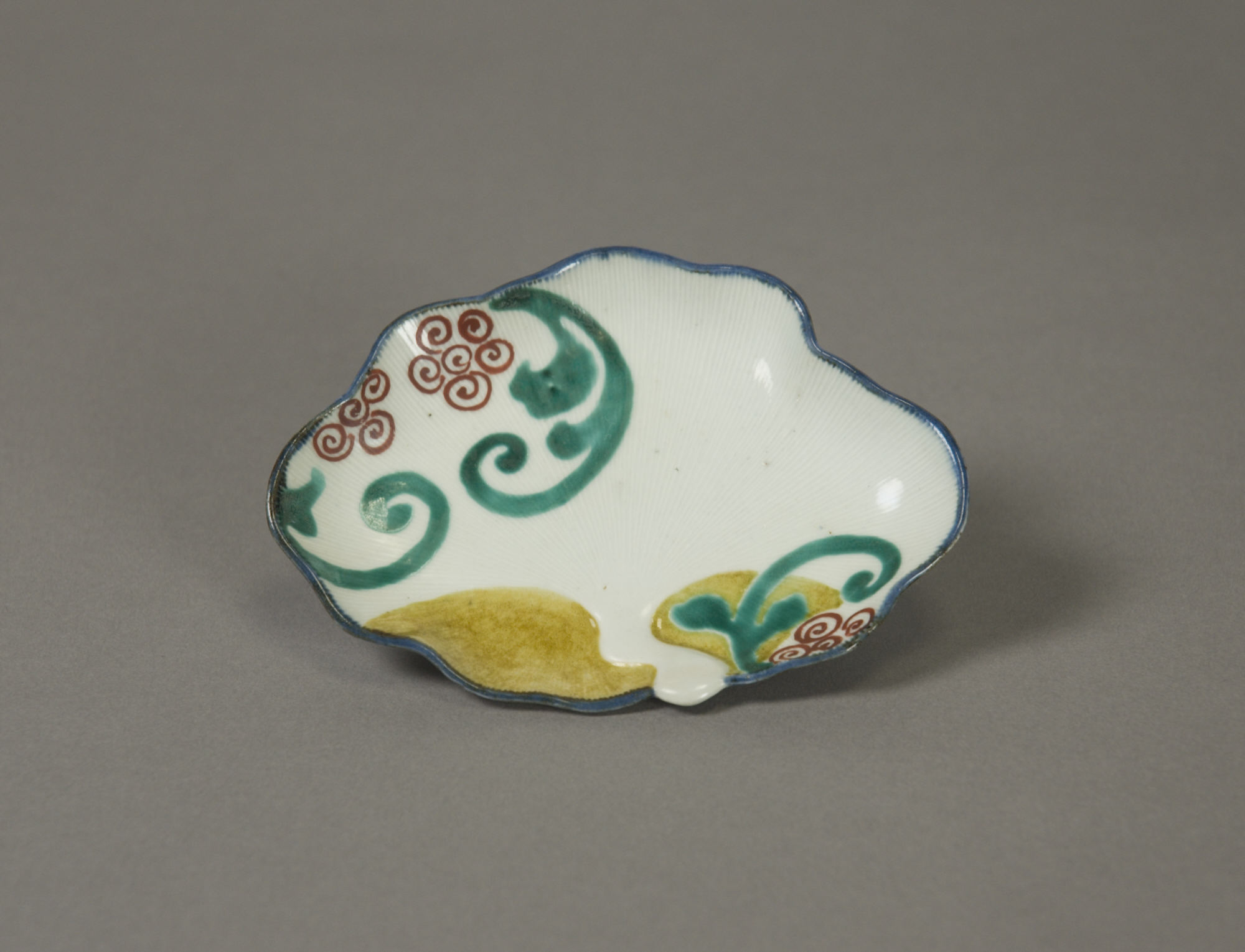
Petit plat, décor aux émaux sur couverte, premier Nabeshima, fin XVIIe (Metropolitan Museum of Art).
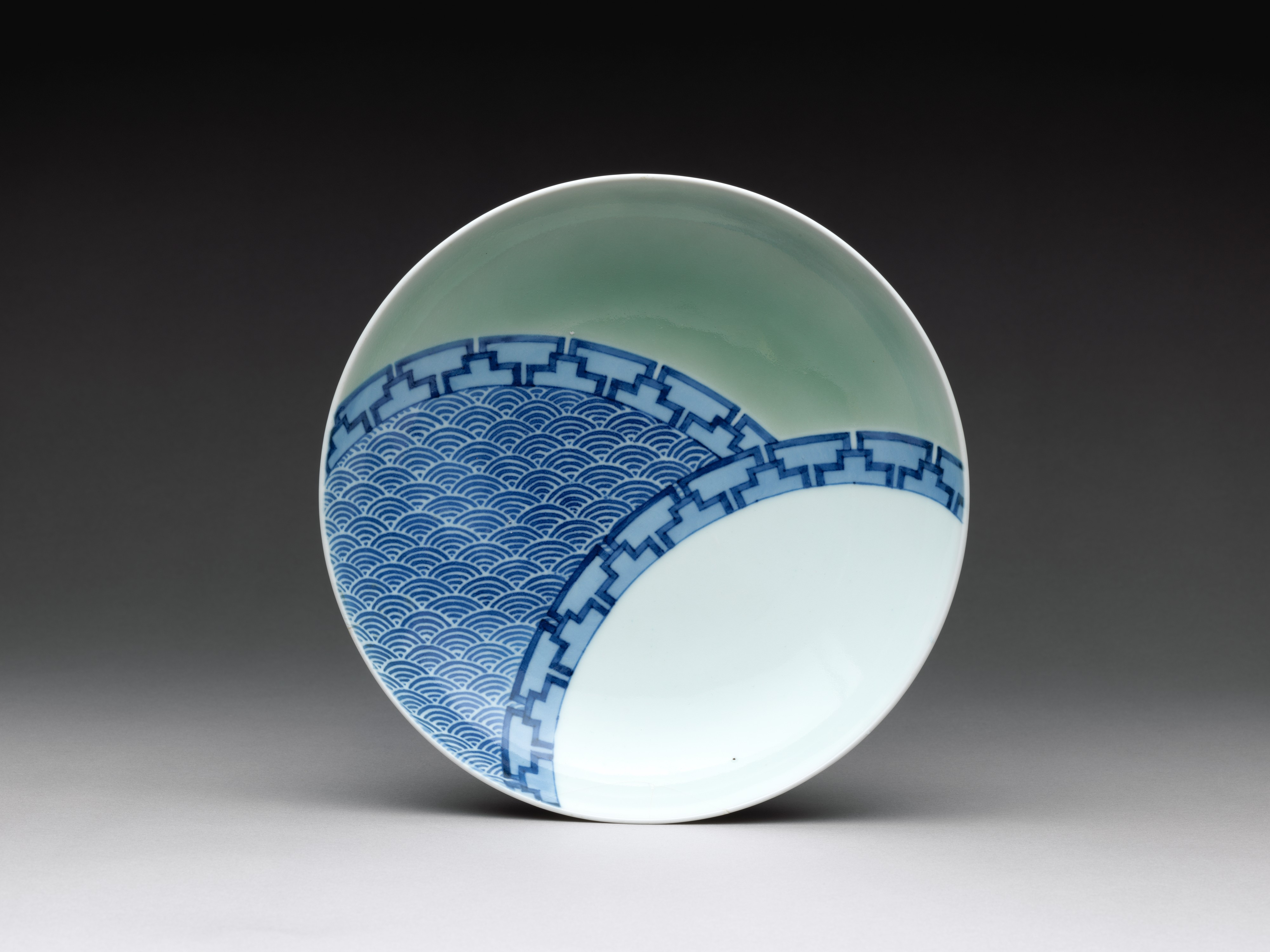
Plat à décor de plats, décor bleu sous couverte, couverte céladon, 1690-1720 (Metropolitan Museum of Art).
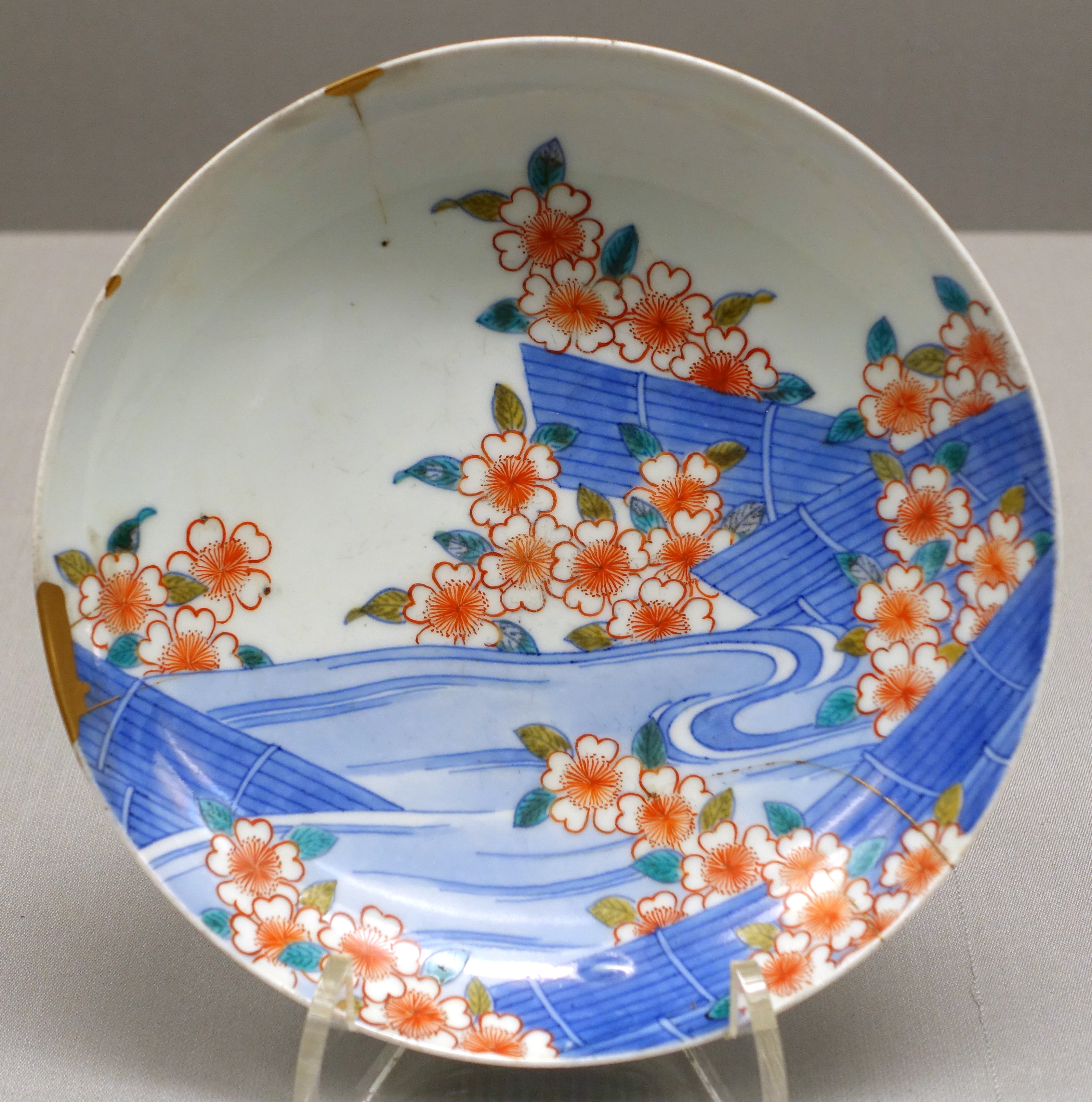
Plat à décor de fleurs et radeaux, XVIIIe (Musée national de Tokyo).
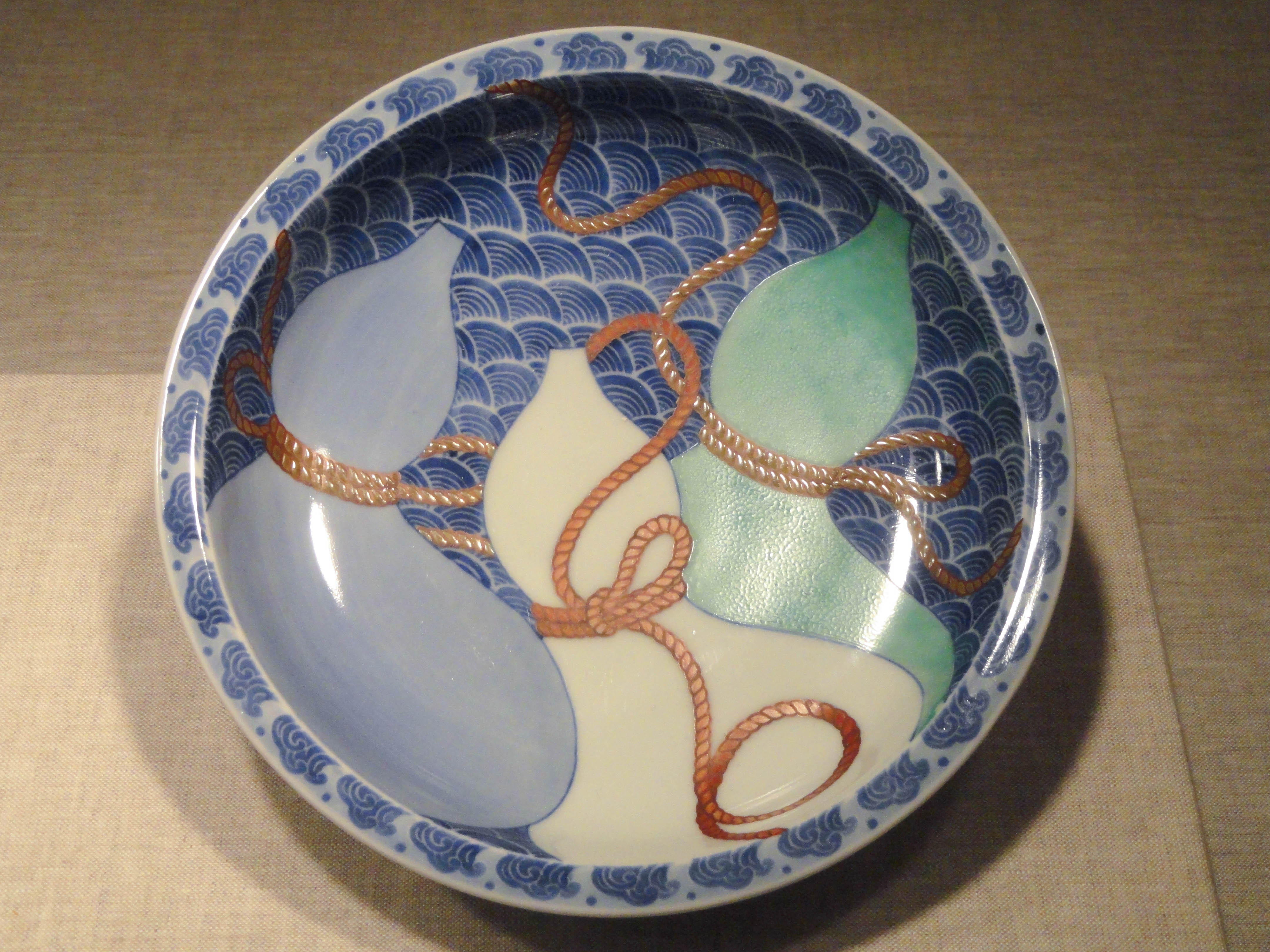
Bol à décor de gourdes. Arita, style Nabeshima, XVIIIe (Art Institute of Chicago).

Les productions peu nombreuses de porcelaine de style Nabeshima se classent en deux grandes catégories : les « bleu et blanc », avec un décor positionné sous la glaçure et les représentations polychromes qui ont bénéficié d'une cuisson supplémentaire afin de fixer d'autres couleurs, sur la glaçure cette fois.

#### Porcelaine d'exportation

##### Premières exportations

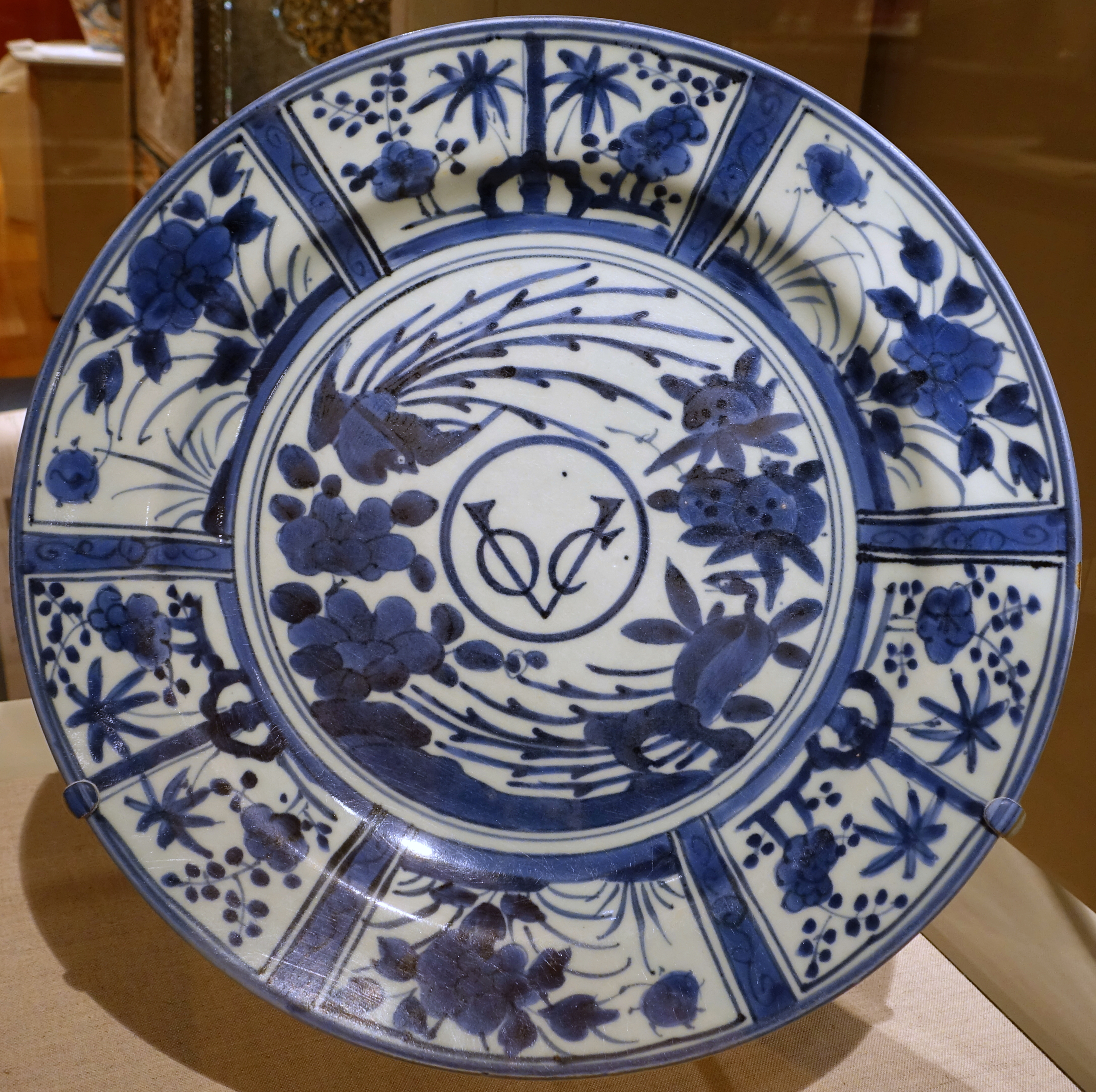
Plat, décor bleu sous couverte et marque de la Dutch East India Company (VOC, Vereenigde Oostindische Compagnie), Arita, 1660-1680 (Peabody Essex Museum).
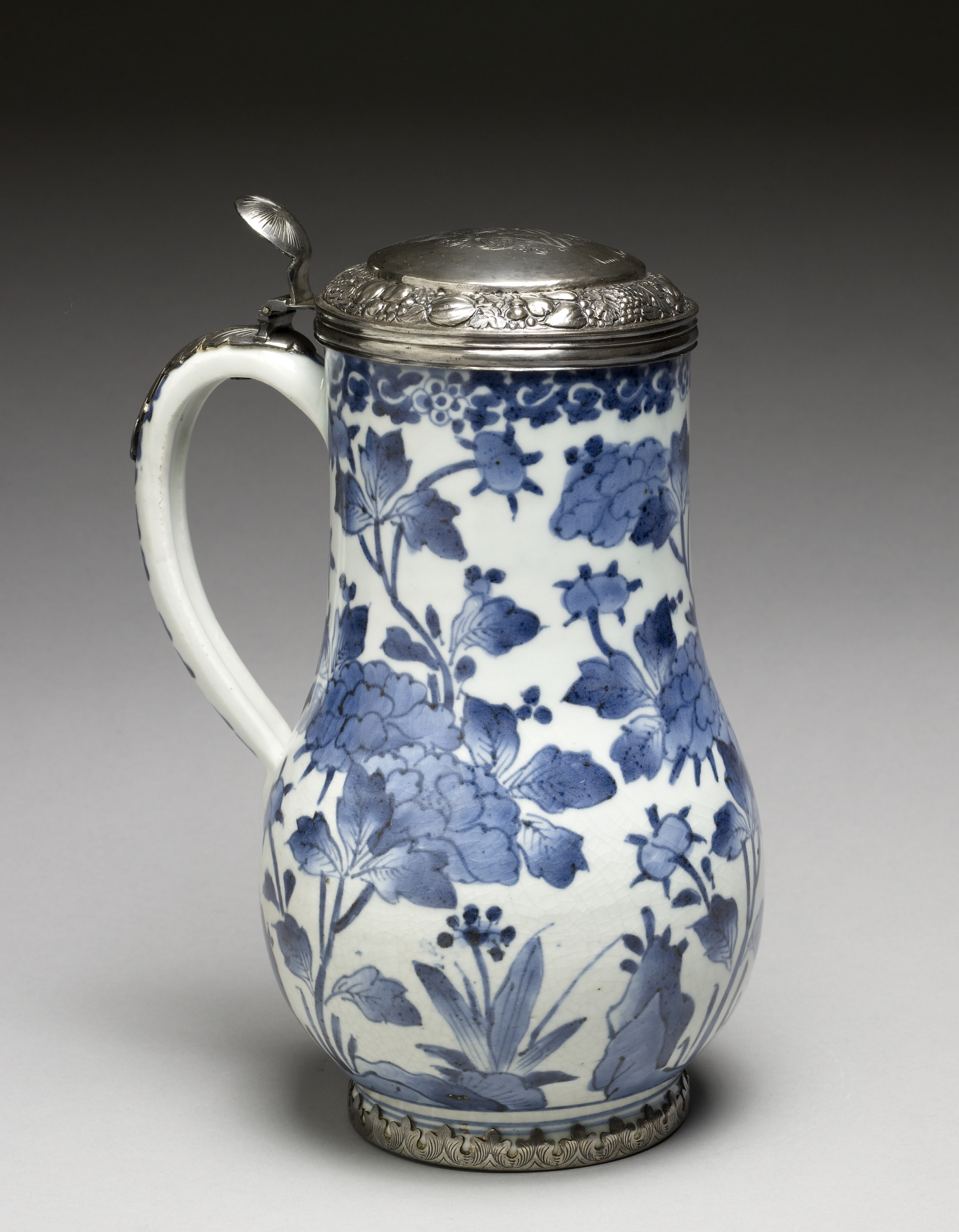
Chope, 1670-1690, couvercle hollandais, argent, 1690 (Walters Art Museum).
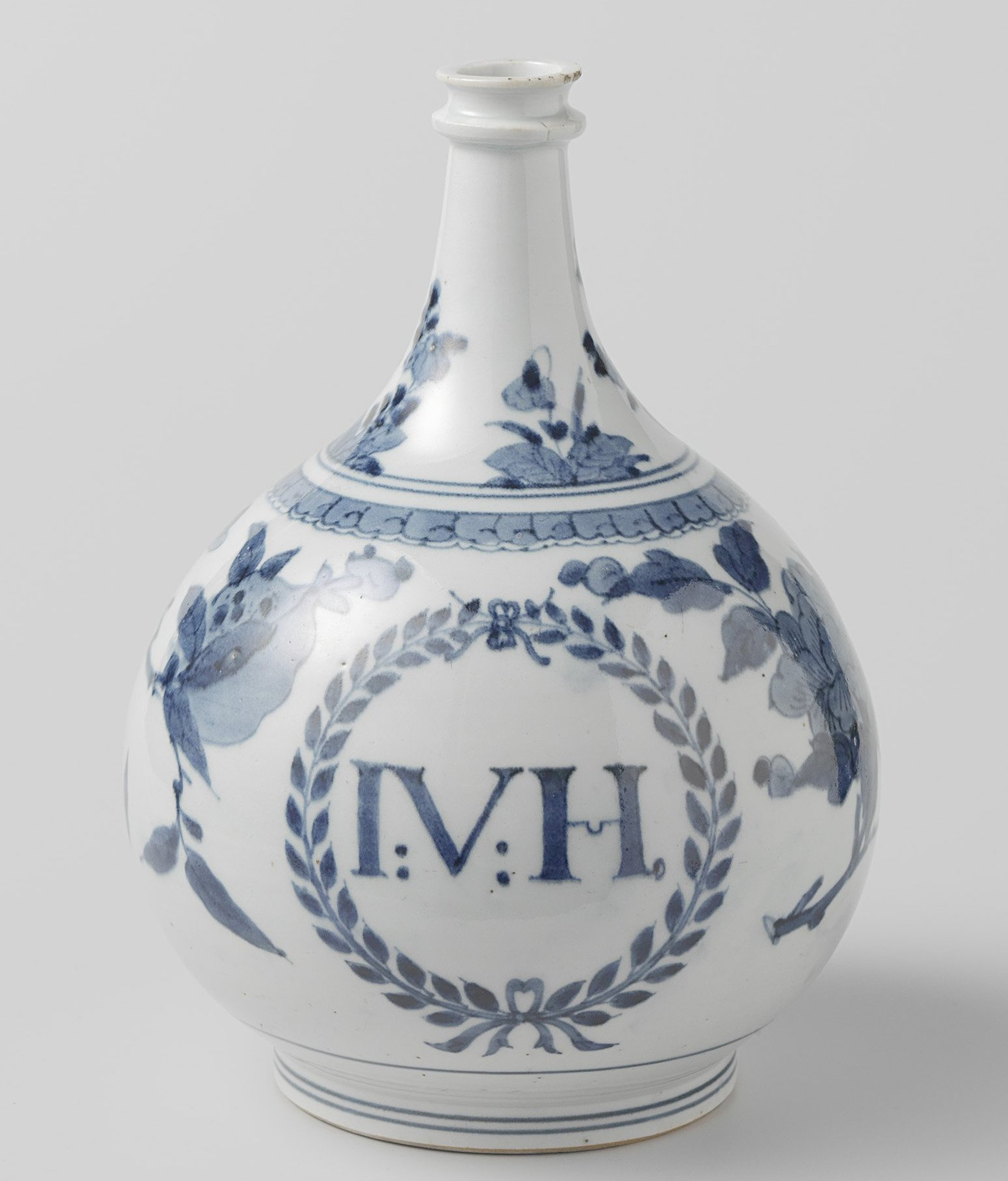
Bouteille, 1690-1710 (Rijksmuseum)[15].
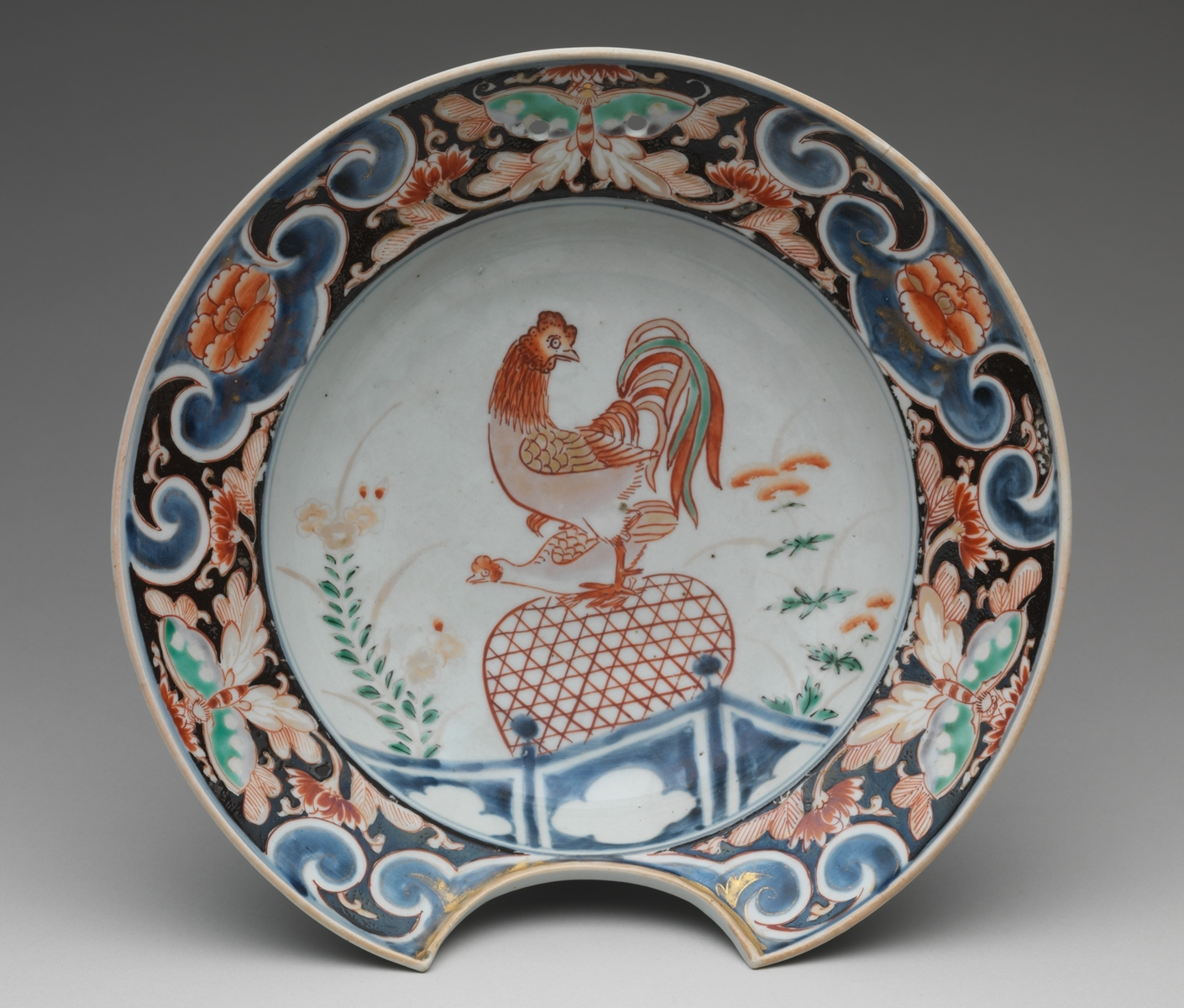
Bol à raser, décor en bleu sous couverte, émaux en surface, fin XVIIe-début XVIIIe (Metropolitan Museum of Art).

La Compagnie des Indes Orientales (VOC, Vereenigde Oostindische Compagnie) aura le monopole de l'exportation de la porcelaine dès 1650. Dès 1653, elle effectue la commande de formes occidentales. De 1655 à 1680, les fours d'Arita alimentent ce marché de décors bleu et blanc, mais aussi polychrome. Ces premières porcelaines reprennent le style des kraak porselein chinois de l'époque Wanli (1573-1620) et des débuts de la Transition (1621-1683).

##### Style Kakiemon

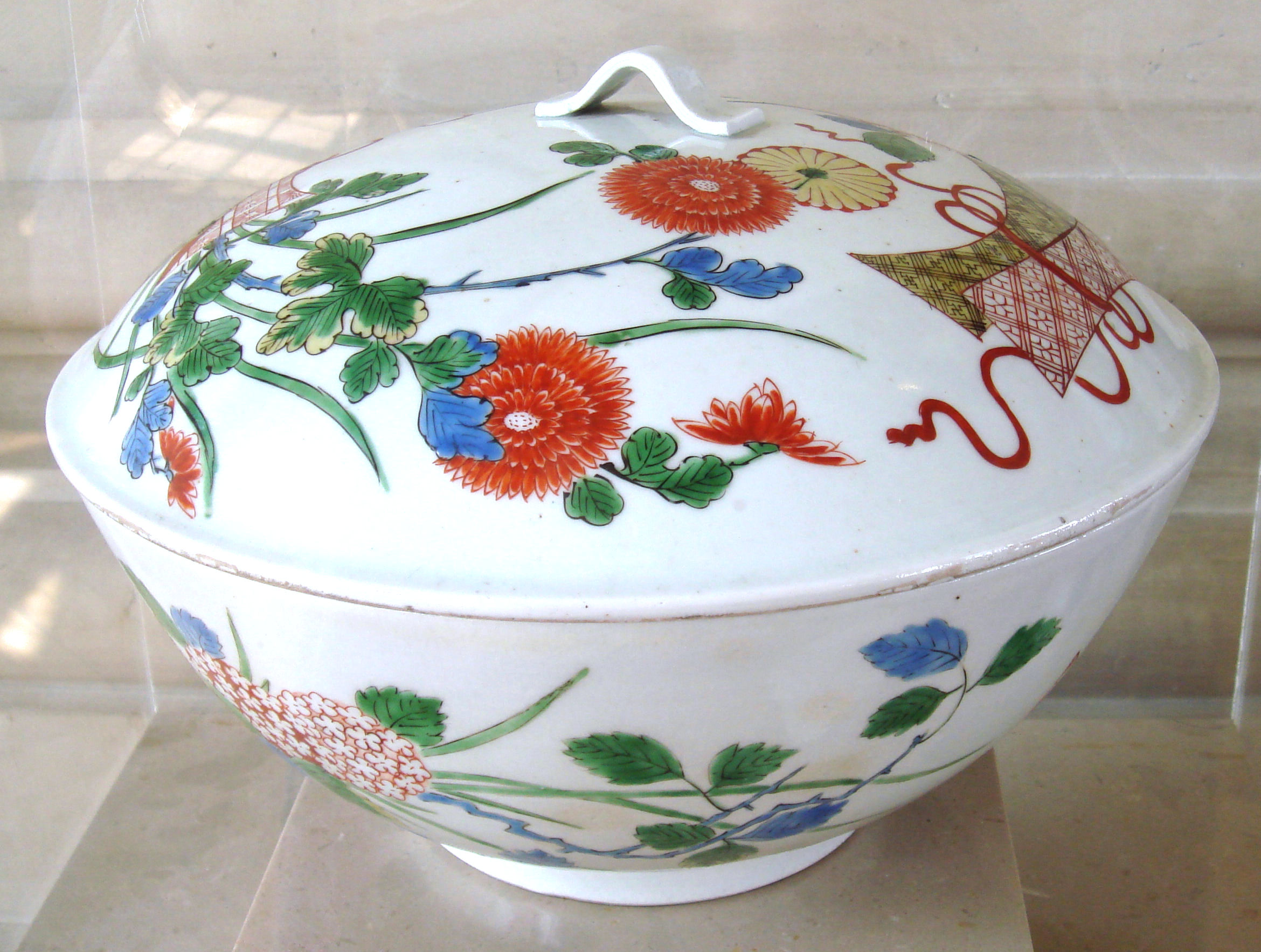
Bol à décor de fleurs, Arita, style Kakiémon, émaux translucides sur couverte, vers 1640 (Musée national de Céramique, Sèvres).
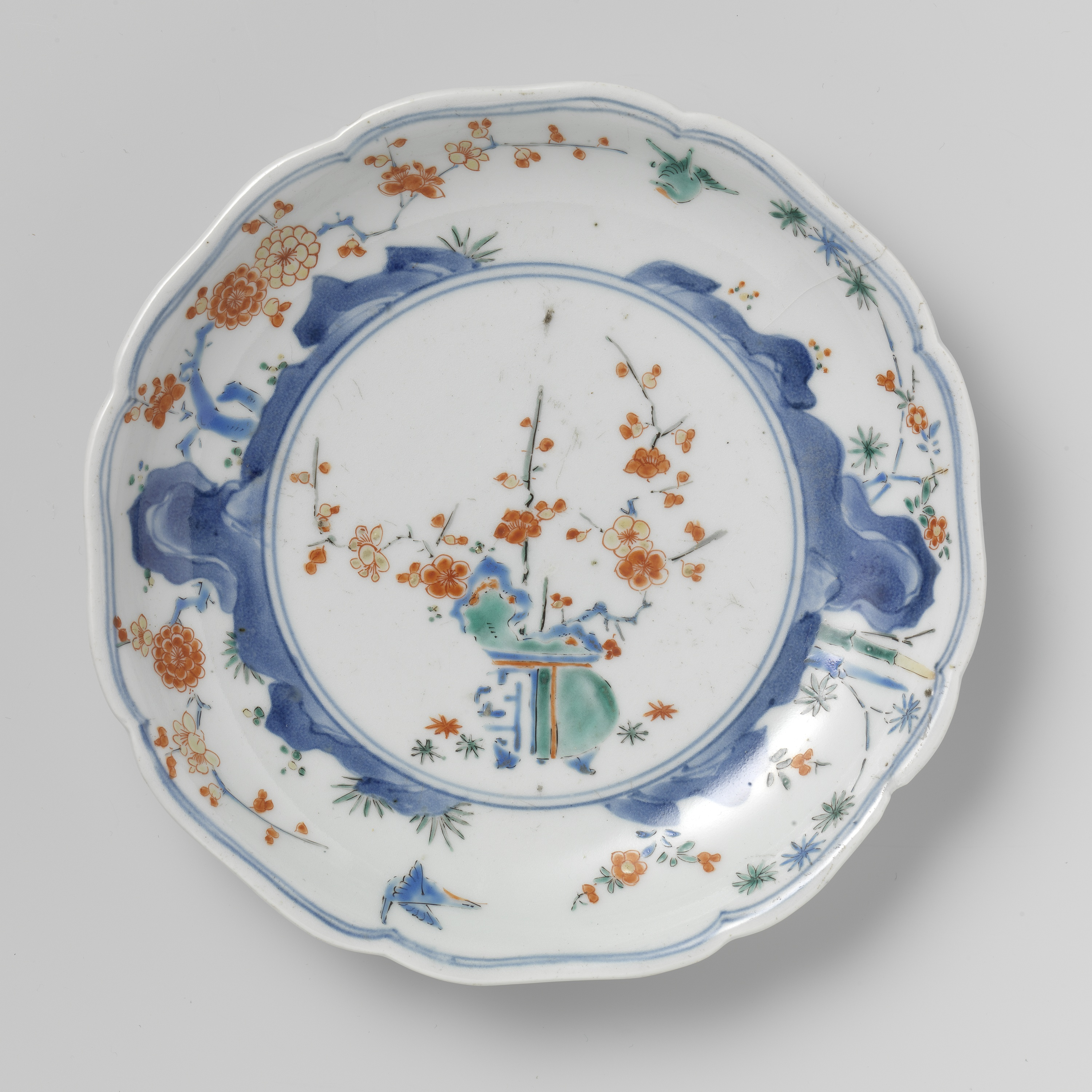
Assiette à bord festonné, décor kakiémon bleu, rouge, vert, jaune, noir, 1670-1710 (Rijksmuseum).
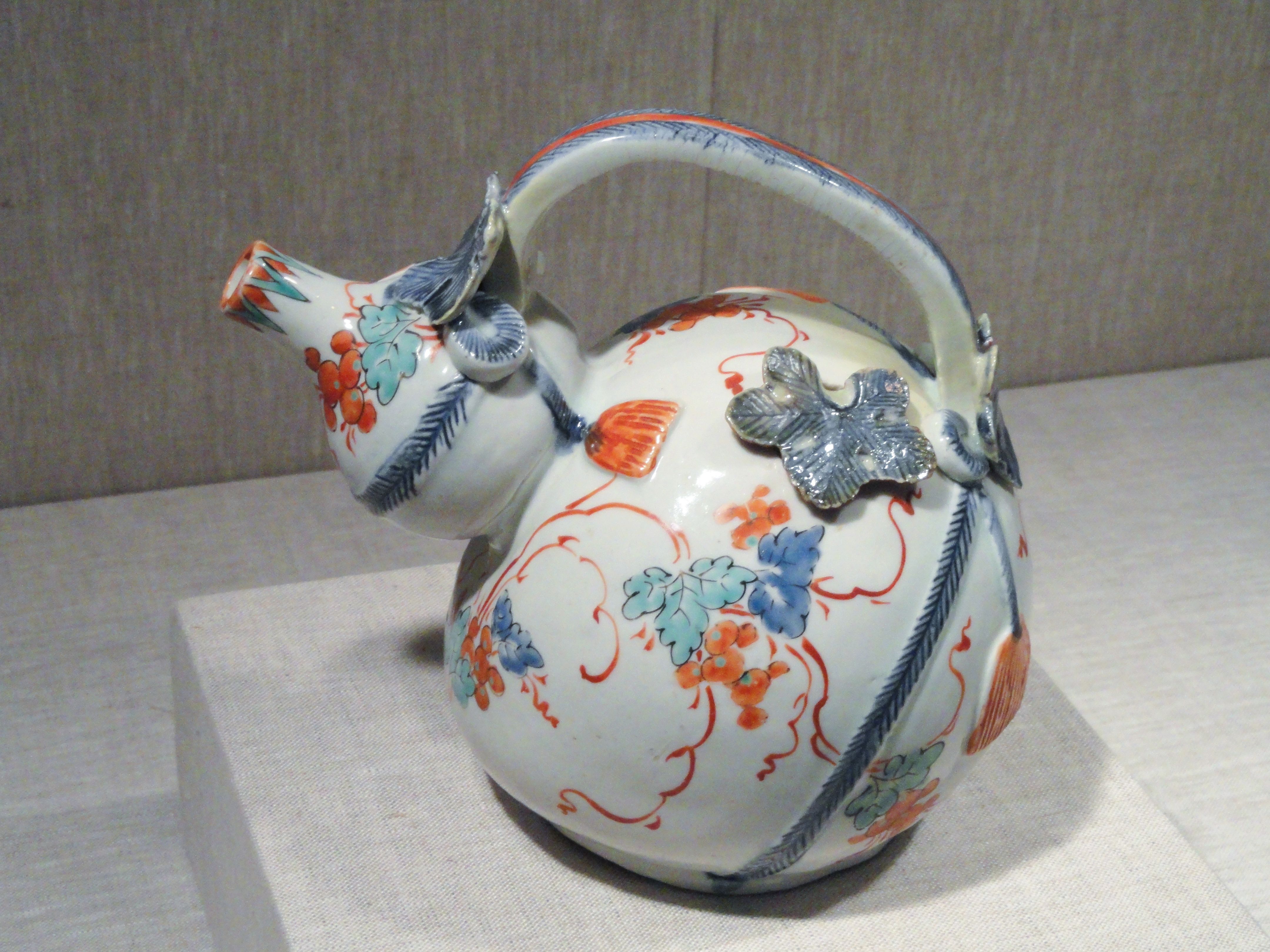
Verseuse en forme de gourde, Arita, style kakiémon, vers 1670-1690 (Art Institute of Chicago).

Le potier japonais Sakaida Kakiemon (酒井田柿右衛門) ayant vécu entre 1596 et 1666 est généralement cité comme le premier Japonais à avoir découvert le secret des décorations à l'émail sur couverte de la porcelaine japonaise, la technique akae. Il est probable que ce nom « Kakiemon » tienne à la couleur des émaux développés par Sakaida, dont les tons rouge-orangé rappellent ceux du kaki. Vers 1640, le bleu reste sous couverte, le rouge, le vert sont utilisés avec parcimonie. Le palette caractéristique s'élargit ensuite de rouges clairs, de jaune, de bleu lapis et de vert turquoise clair. À la fin des années 1940, la gamme a foncé (jaune, vert foncé, rouge orangé, bleu, aubergine).
Au milieu du XVIIe siècle, la production augmente considérablement et remplace ce qui reste de l'importation chinoise. Elle est exportée en masse.

##### Styleimari kinrande, «imaride brocard d'or» (1680-1720)

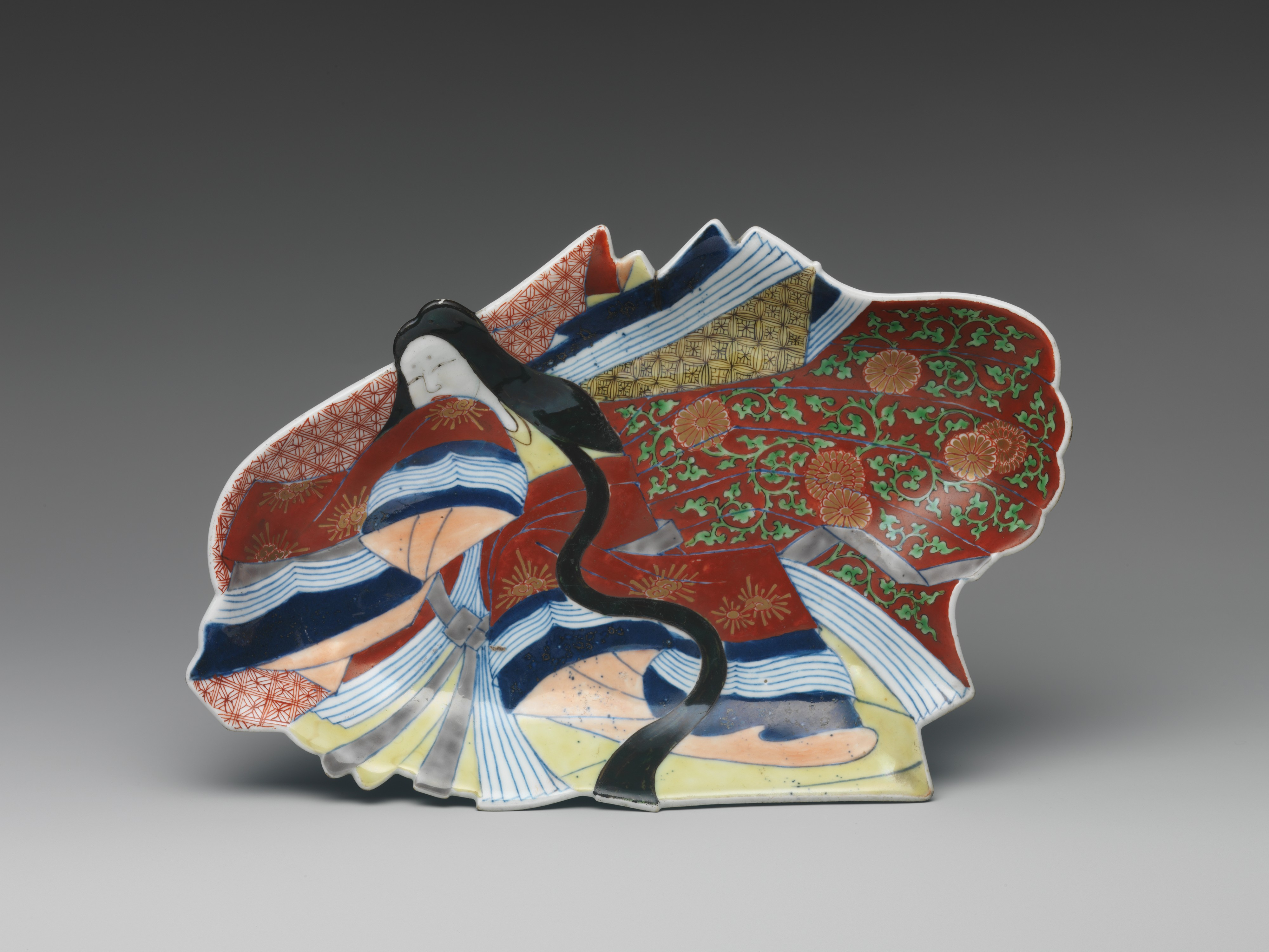
Petit plat en forme de princesse, bleu sous la couverte et émaux polychromes dessus, Arita, 1690-1700, style ko-imari (Metropolitan Museum of Art).
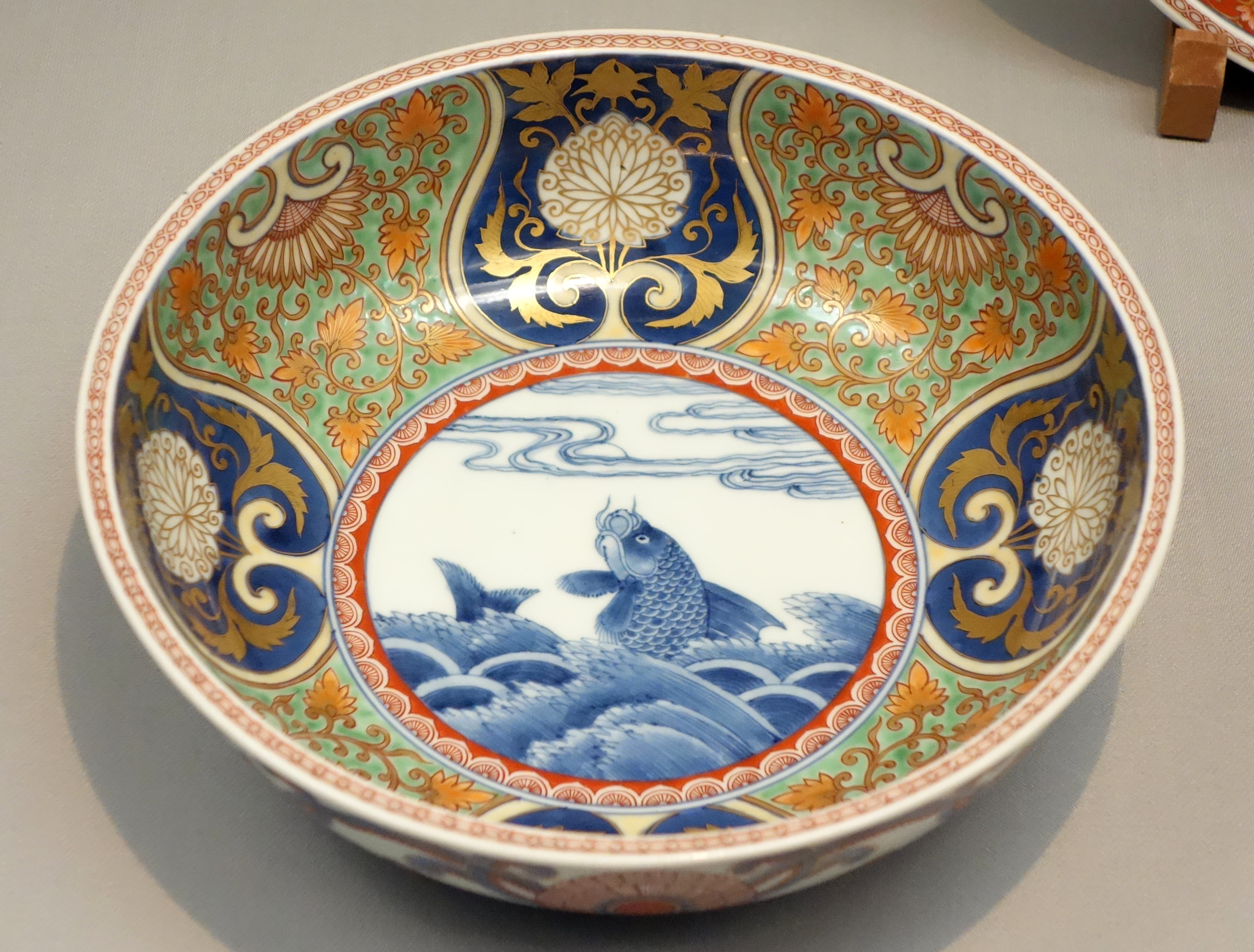
Bol, imari kinrande, XVIIe – XVIIIe siècle (Musée national de Tokyo).
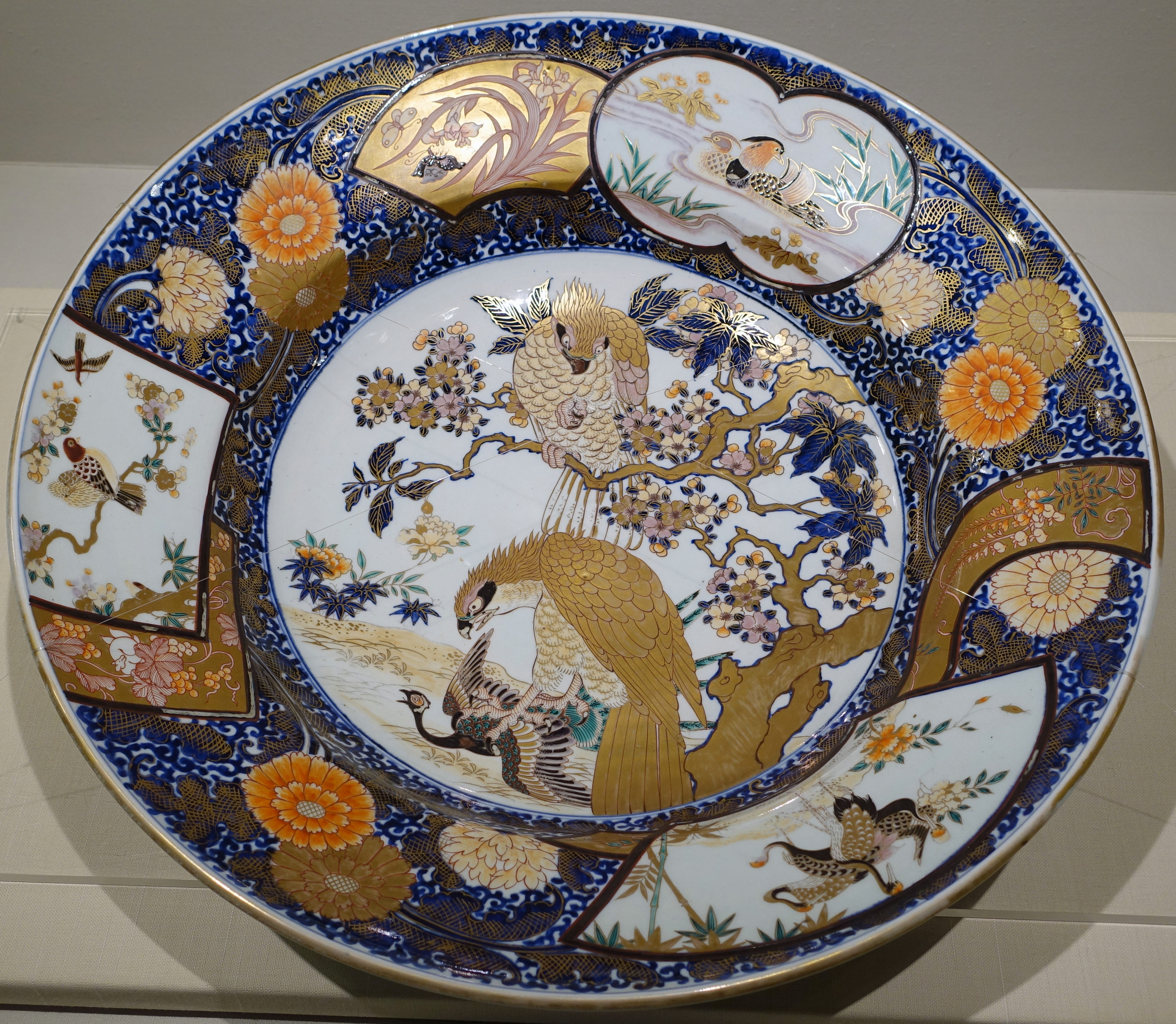
Grand plat à décor d'aigles et de faisans, Arita, kinrande, 1700-1740 (Matsuoka Museum of Art).
Geisha et suivantes, kinrande d'exportation, XVIIIe (Hallwyl Museum).

Il s'agit encore de porcelaine à décor d'émaux sur couverte. La référence au brocard tient à la densité du décor, comme une peur du vide qui tendrait à saturer tout l'espace, surtout le marli. Il est souvent désigné en tant que « style Imari » avec sa palette plus foncée, souvent enrichie de dorures.
Le style kinrande se reconnaît à ses trois couleurs dominantes : le bleu de cobalt, le rouge de fer tirant sur le safran et le fond blanc de la porcelaine (ces couleurs ne sont pas exclusives) ; le tout est rehaussé par de l’or. Le registre iconographique, très floral, intègre des éléments issus du règne animal et du monde minéral. L’effet brocart (de tissu) souvent obtenu, à la fois par les motifs, par le jeu des couleurs et par la composition, ne pouvait que flatter les cours européennes, fin XVIIe début XVIIIe siècle, avides de dorures et de riches ornements. L'apparition de ce style est annoncé par le ko-imari (imari ancien) dont le bleu est placé sous la couverte, tandis que les émaux (sans or) sont placés sur la couverte.

#### XIXeetXXesiècles

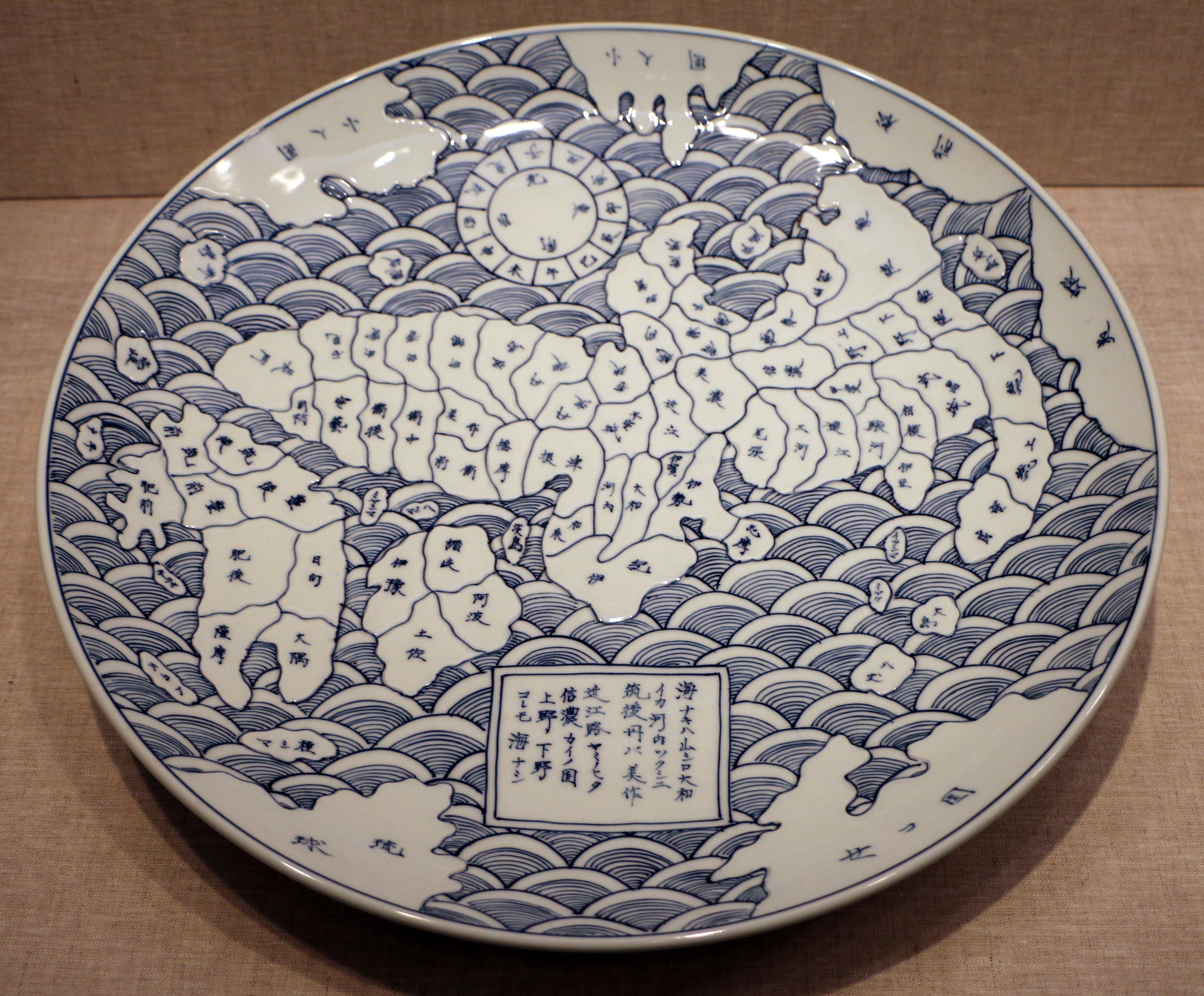
Carte du Japon, trait bleu sur couverte, Arita, 1830 (Art Institute of Chicago).
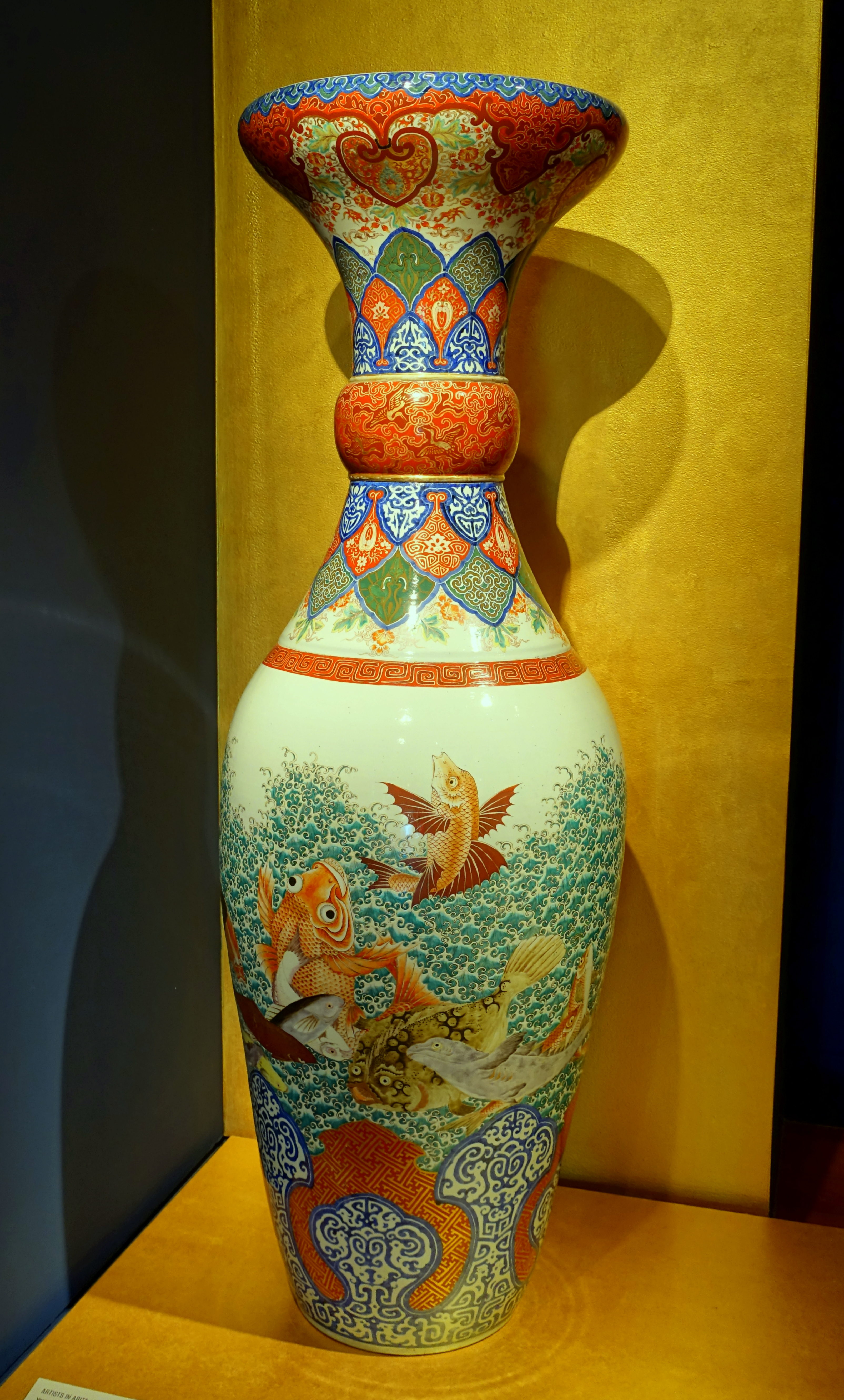
Arita, vers 1875 (Salem).
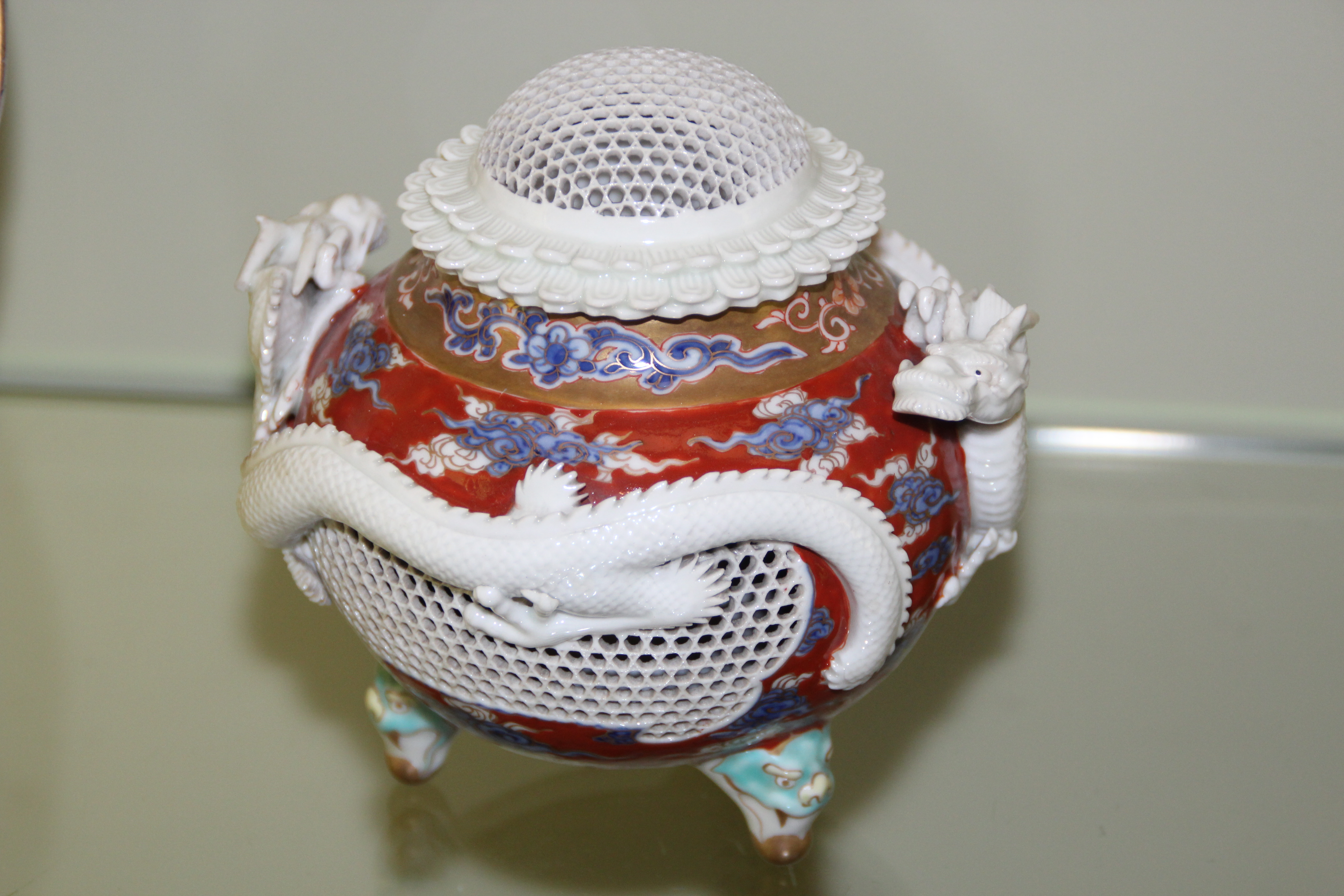
Brûle-parfums, porcelaine à décor de dragon, émaux sur couverte, Arita, fin XIXe (Sèvres).
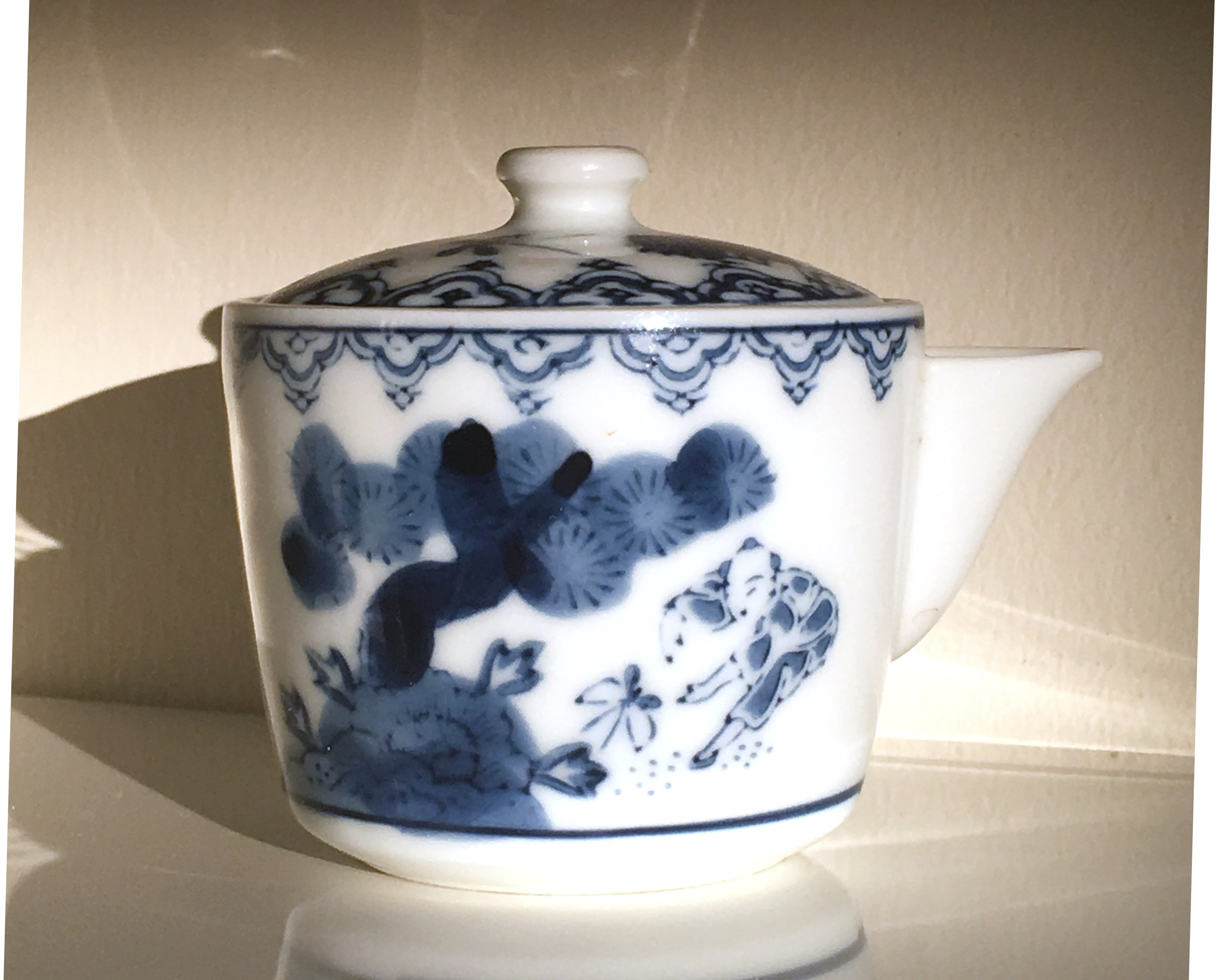
Petite verseuse, décor de fleurs et d'enfants, 1925-1930[17].

### Patrimoine religieux
- Tōzan-jinja

## Transports
Arita est desservi par la ligne Sasebo de la JR Kyushu et la ligne Nishi-Kyūshū de la Matsuura Railway. La gare d'Arita est la principale gare du bourg.

## Jumelage
Arita est jumelé avec :
- Meissen (Allemagne),
- Jingdezhen (Chine).

## Personnalités liées à la municipalité
- Manji Inoue, céramiste, trésor national vivant du Japon et citoyen d'honneur d'Arita, où il est né.